# 機動戦士クロスボーン・ガンダム
『機動戦士クロスボーン・ガンダム』（きどうせんしクロスボーン・ガンダム、MOBILE SUIT CROSS BONE GUNDAM）は、富野由悠季（原作）、長谷川裕一（作画）による日本の漫画。『月刊少年エース』にて1994年から1997年まで連載された。本項では長谷川による続編および外伝作品も併せて記述する。2024年6月時点でシリーズ累計発行部数は400万部を突破している。

## シリーズ概要
富野が原作・原案として携わったものは第1作『機動戦士クロスボーン・ガンダム』のみであり、それ以降の続編の作話は長谷川による。
機動戦士クロスボーン・ガンダム
『月刊少年エース』（角川書店）において、1994年12月号（創刊号）から1997年3月号まで全27話が連載され、単行本全6巻が刊行された。劇場用アニメ『機動戦士ガンダムF91』（1991年）の10年後、宇宙世紀0133年を舞台とし、ベラ・ロナを中心に再興した宇宙海賊クロスボーン・バンガードと、木星圏を根城とする木星帝国（ジュピター・エンパイア）との戦いを描く。
制作にあたり、富野由悠季がアニメのプロット26話分に相当する原作を提供している（コミックスの著者近影欄にも全冊コメントを寄せている）。
TV ゲーム『SDガンダム GGENERATION-F』にてストーリーを追体験可能な形式でキャストや専用BGMと共に初収録される。その後『第2次スーパーロボット大戦α』、『機動戦士ガンダム エクストリームバーサス』などゲーム作品へ登場し、主役機のクロスボーン・ガンダムやハリソン・マディン専用量産型ガンダムF91がプラモデル化されている。また『SDガンダム GGENERATION-F』に登場する際に作成された音楽は、他のゲーム作品でもクロスボーン・ガンダムのテーマとして扱われている。
アニメーション情報サイト「アニメ！アニメ！」の主催による読者アンケートでは、アニメ化を望む完結マンガ作品の第1位に数回選ばれている（2015年・2018年1回目・2018年2回目）。
機動戦士クロスボーン・ガンダム外伝
本作以降に描かれた続編は長谷川裕一によるオリジナル作品であり、富野由悠季は原作として関与していない。
本来『クロスボーン・ガンダム』は1作のみで終了する予定だったが、ゲーム作品に登場して注目を集めたことで編集部から読み切り作品の執筆を依頼された。その後『ガンダムエース』などで散発的に掲載され、2005年には後述する全てのエピソードを収録した単行本『機動戦士クロスボーン・ガンダム スカルハート』が発売された。
本編連載開始以前に発表された長谷川の読み切り漫画作品『機動戦士Vガンダム外伝』とのクロスオーバーが見られる。
機動戦士クロスボーン・ガンダム 鋼鉄の7人
『ガンダムエース』2006年7月号から2007年9月号まで連載。宇宙世紀0136年において始まった木星帝国との最終決戦を描く。黒澤明の映画『七人の侍』がイメージのベースとなっており、作中でもこの映画に関する話が出ている。
メカもので『七人の侍』をやるというアイデアがずっと存在しており、そこに同じく存在していたアイデアの1つである、木星から発射されるコロニーレーザーを組み合わせている。コロニーレーザー発射を阻止するためのスケジュールがきついものとなることから、全何話になるかを編集部に決めてもらい、全3巻の話になった。
本作より後の時代（宇宙世紀0153年）を描いた『機動戦士Vガンダム』のキャラクターや技術も登場する。
機動戦士クロスボーン・ガンダム ゴースト
『ガンダムエース』2012年1月号から2016年5月号まで連載。作中年代はテレビアニメ『機動戦士Vガンダム』と同じくとなる宇宙世紀0153年で、ザンスカール帝国の最終兵器を知ってしまい追われる身になった主人公と、彼を救う人物が搭乗する、この時代には既に存在しないはずのクロスボーン・ガンダムとの邂逅から始まる。
長谷川は前作でシリーズを終わらせると決意していたが、アーケードゲーム『機動戦士ガンダム エクストリームバーサス』でクロスボーンが人気だったため連載が決定した。『鋼鉄の7人』の後の時代は『Vガンダム』の時期であり、ファンの間ではその時期に本シリーズの登場人物がひどい目にあっているのではないかという不安があった。『鋼鉄の7人』から17年経過した時代なので長谷川は気にしなくていいと考えていたが、このようなファンの意見を受けて『Vガンダム』の裏側を描くことになった。
続編の打診を受け、ガンダムは終われないと考えた長谷川は本作の最後を「完結」ではなく「章の終わり」というまとめ方にしている。
2017年発売の『ガンプラエースSpecial 月刊ガンダムエース9月号増刊』には、『ゴースト』の登場人物であるハロロを主人公とするスピンオフ作品「ハロロDEガンプラ」が掲載された。作者は榊蒼十郎。
機動戦士クロスボーン・ガンダム DUST
『ガンダムエース』2016年6月号にて連載の告知が発表され、2016年9月号から2021年2月号まで連載。『クロスボーン・ガンダム ゴースト』から15年以上経過した宇宙世紀0169年を描く。本作ではクロスボーンの綴りが「CROSS BONE」から「CROSS BORN」に変更されている。
本作の時代はアニメ作品では描かれていない時期のため、長谷川はサンライズから執筆許可が出たことに驚いた。執筆にあたり、『Vガンダム』を超える技術を出してはいけないと注意された。長谷川は『機動戦士ガンダムUC』視聴時にクシャトリヤの爆発でコロニーが停止するのを観て、爆撃機規模のものが1つ破壊されてコロニーが稼働停止する世界は保たないと考えるようになっており、それを受けて本作では衰退が描かれることになった。宇宙戦国時代が舞台のため、日本の戦国か三国志のどちらかをベースとすることになり、後者が選ばれた。ただし三国志要素はキャラクターのイメージに留め、役割分担を三国志にとらせて、キャラクターを自由に放り込むという手法を取った。これは『ゴースト』と比べて準備期間が足りず先の予定が立たなかったためであり、とりあえずやってみる中で何かを思いつくかもしれないと考えながら連載を始めている。その中で第3巻のころに出てきたアイデアが「コロニーの着陸」だが、大きすぎる「札」であることから様子見しつつ、できそうな段階になったところで編集部に相談した。それまでコロニー着陸をやるルート、やらずにラストボスと決着をつけて終わるルートの2つがあったが、コロニー着陸ルート用にシリーズ構成が切られていった。
機動戦士クロスボーン・ガンダム X-11
2021年5月24日に、機動戦士クロスボーン・ガンダムコミックス公式Twitterで新情報告知が行われた。翌5月26日にはコミックス公式Twitterで「機動戦士クロスボーン・ガンダムX-11」の連載開始が告知された。『ガンダムエース』2021年8月号から連載を開始し、2022年8月号をもって完結した。
「カーティス・ロスコ最後の冒険」と銘打ち、前作「機動戦士クロスボーン・ガンダム DUST」と同時期のカーティス・ロスコを描く。
機動戦士クロスボーン・ガンダム LOVE&PIECE
『ガンダムエース』2022年12月号から2024年1月号まで連載。これまでのシリーズに登場したキャラクターたちを取り扱うオムニバスシリーズとなる。
機動戦士クロスボーン・ガンダム 神の雷計画の真実
『ガンダムエース』2024年8月号に掲載。宇宙世紀0138年に執筆されたローズマリー・スズキの著作「神の雷計画の真実」を0171年に実娘「ホワイトストロベリー・スズキ」が漫画化したという設定の読み切り作品。
構想にはあったがカットされた場面が存在し、長谷川のブログで公開された。
機動戦士クロスボーン・ガンダム 最初のX（クロス）
『月刊少年エース』の30周年記念作品として2024年12月号に掲載。宇宙世紀0132年を舞台とし、シーブック（キンケドゥ）とザビーネが宇宙海賊として共闘するまでの経緯を描く読み切り作品。
機動戦士クロスボーン・ガンダム ゼーロイバー
シリーズ30周年記念作であり、『ガンダムエース』2024年12月号より連載中。宇宙世紀0172年を舞台とし、宇宙海賊について描かれる。

## あらすじ

### 『機動戦士クロスボーン・ガンダム』
宇宙世紀0133年、コスモ・バビロニア建国戦争が終結して以降大きな戦乱も無く平和な時代、木星圏付近ではガンダムに似たモビルスーツ （MS）を利用して海賊行為を働く集団が出没していた。
そんな中、地球圏（コロニー）生まれの少年トビア・アロナクスは、惑星間航行船スマシオンに乗り、木星の教官カラスの案内のもと留学生として木星に向かっていた。途中、中継ステーションにて追われていた少女ベルナデット・ブリエットと出会うが、その時ステーションが宇宙海賊の襲撃を受ける。防衛部隊が苦戦する中、トビアは残されていたMSバタラに飛び乗り出撃するが、海賊軍の駆る髑髏と骨のレリーフを持つ特異なガンダムタイプMS（クロスボーン・ガンダムX1）の圧倒的な性能の前にあえなく撃破される。命拾いをしてスマシオン号へ戻ったトビアは、船内に隠されていた地球へ運搬中の大量の毒ガスを偶然発見してしまう。木星工作員の正体を現したカラスに追い詰められ絶体絶命の窮地に立たされるが、海賊軍パイロット、キンケドゥ・ナウの加勢により救われる。
宇宙海賊の正体とは、かつてコスモ・バビロニアの象徴とされたベラ・ロナ（セシリー・フェアチャイルド）が、木星帝国の地球侵攻の野望を阻止するために再びクロスボーン・バンガードの名を借りて結成した私兵部隊（宇宙海賊クロスボーン・バンガード）であり、トビアを助けた男キンケドゥの正体は、コスモ・バビロニア建国戦争でレジスタンスのパイロットとして多大な戦果を挙げたシーブック・アノーその人であった。彼らの口から真実を知ったトビアは、ベルナデットと共に海賊軍に合流し、木星帝国と戦う道を選ぶ。
しかし、戦いの中でベルナデットの正体が木星帝国総統クラックス・ドゥガチの娘、テテニス・ドゥガチであることが明らかとなる。さらに、コスモ貴族主義の復興を密かに狙っていたザビーネ・シャルが海賊軍から離反し、海賊軍の主力MSクロスボーン・ガンダムに対抗した木星帝国の特殊MS部隊「死の旋風隊（デス・ゲイルズ）」が登場するなど、戦いは激しさと混迷を極めていく。

### 外伝（『スカルハート』）
クラックス・ドゥガチを打倒し、木星帝国の地球侵攻を食い止めた後、キンケドゥとベラはシーブックとセシリーの名を取り戻し、地球にて結婚し戦いの場を離れた。キンケドゥからクロスボーン・ガンダムX1を受け継いだトビアは、ベルナデットや元海賊軍の仲間とともに「ブラックロー運送」を結成し、普段は輸送業・廃棄物処理業を営みつつ、裏では海賊軍時代の武装を密かに保持して活動を継続していた。コロニー間に騒乱ある時どこからともなく現れる、胸に髑髏のレリーフを施した所属不明のMSは、いつしか人々の間で「スカルハート」と語られるようになっていく。
『機動戦士クロスボーン・ガンダム』のサイドストーリーや、物語の前日談的なエピソードも描かれる。
バカがボオルでやってくる!
本編中で「ボールでリック・ドムを6機撃墜した」と自称するウモンじいさん。その宇宙世紀0079年における過去の戦闘を描く。地獄のソロモン攻略戦を生き延びるために、地球連邦軍の新兵ウモンはある奇策を敢行する。タイトルは映画『馬鹿が戦車でやって来る』が元ネタ。
星の王女様
宇宙世紀0133年、木星戦役の最中のサイドストーリー。マザー・バンガードで木星軍を追跡する途上、トビアは小惑星ネバーランドで世間と隔絶して暮らす少女、トゥインクに出会う。
海賊の宝
連邦軍の機密文書を積んだ輸送船が木星軍の残党に襲われる。これを防ぐべく連邦軍のハリソン大尉らが出撃したところ、海賊軍までもが現れ三つ巴の様相となる。
最終兵士
トビアらは「木星じいさん」を名乗る老人グレイ・ストークから、木星軍の残党から誘拐された「伝説の兵士」を奪回してくれと依頼を受ける。
猿の衛星
謎のMSが出没する宙域の調査を命じられたハリソン大尉は、元・海賊軍と知らずにトビアらの船を輸送船として雇い、調査に向かう。そこで見たものは、一年戦争時のジオン公国による動物兵士計画の成れの果てだった。

### 『鋼鉄の7人』
木星戦役から3年後のU.C.0136年。ブラックロー運送を営む傍らで、クロスボーン・バンガードとしてコロニー間の紛争等に介入してきたトビア達。
そんな時、トビアは木星軍残党に追われていたエウロペという妙齢の美女を保護する。彼女はクラックス・ドゥガチの後妻にして、ベルナデットの養母でもある女性だった。エウロペの口から、木星帝国は彼女の弟達である新総統光のカリスト・影のカリスト兄弟のもと軍備を立て直し、木星圏から地球への超長距離コロニーレーザー攻撃計画「神（ゼウス）の雷計画」を発動していることが告げられる。
しかし、エウロペが地球圏に到達した時点で、コロニーレーザー「シンヴァツ」の第一射予定時刻までは2週間の猶予しか残されていなかった。通常の航法では地球から木星までは3か月以上を要し、既に地球圏から大軍を木星圏に送り込む時間はない。トビア達は限られた時間の中で、シンヴァツ発射前に木星圏に到達する手段の確保と、少数精鋭の部隊で破壊工作を行うための7名の優秀なパイロットの確保という、2つの課題に直面することとなる。

### 『ゴースト』
サイド2のザンスカール帝国が戦争を起こしたU.C.0153年。サイド3で、かつてはジオン公国の首都ズム・シティであったムンゾに住むMSマニアの高校生フォント・ボーは、趣味のネットサーフィンで偶然ザンスカール帝国のサイコミュ兵器「エンジェル・ハイロゥ」に関する機密情報を探り当ててしまったために、ザンスカールに追われる身となる。そこでフォントの前に現れたのは、兎のぬいぐるみを持つベルという名の謎の少女と、カーティス・ロスコと名乗る盲目の男、そして既に全機が喪失し現存しないはずのクロスボーン・ガンダムであった。
カーティス・ロスコは、「神の雷計画」の失敗後に帝政が瓦解し共和政に移行していた木星の中で、父クラックスの遺産を受け継ぎテテニスが当主を務める「ユピテル財団」の所有する特殊部隊「蛇の足（セルピエンテ・タコーン）」の隊長であり、ベルはテテニスの一人娘であった。木星共和国本部の意思を離れ「海賊軍」を名乗って活動することを宣言したユピテル財団の活動に身を投じることになったフォント。やがて、宇宙細菌兵器「エンジェル・コール」を巡り、海賊軍・ザンスカール帝国に加え、木星のタカ派独立部隊「サーカス」、リガ・ミリティアらが入り乱れ、複雑な駆け引きや争奪戦が繰り広げられる中で、フォントは従来ニュータイプと称された人々とは異なる、豊富な知識と常人離れした計算力を活かしたMS操縦技術を開花させていく。

### 『DUST』
ザンスカール戦争から16年が過ぎたU.C.0169年。連邦の弱体化によって戦乱が繰り返される地球圏は荒廃し、MSの新規開発・生産はおろか既存の機体の修復やコロニーの維持も難しいほど技術力が低下していた。MSを使う盗賊団なども横行する中、「塵（DUST）」とも呼ばれる小さな英雄たちが活躍していた。

### 『X-11』
アッシュ・キングがコロニーを地球へ降下させる「DUST計画」を実行に移している頃、カーティス・ロスコは木星圏に戻り、アッシュに約束していた「旧木星帝国派を抑える」行動を開始していた。
カーティスとしては「戦力を含めた地球圏の現状が維持されること」を前提にタカ派を抑える考えだったが、帰還中に発表されたDUST計画の内容から「成功の如何に関わらず地球圏の混乱が増す」という結論となり、動き出したタカ派の中でも最右翼となる者たちを実力で押さえなければならなくなった。
その手始めとして自身の葬式をでっち上げて相手を誘う作戦を実行する。

### 『LOVE&PIECE』
過去のシリーズに登場した人物達の個別のエピソード、裏側の出来事などが描かれていく。

### 『神の雷計画の真実』
U.C.0171年、一編のコミックが刊行された。タイトルは『神の雷計画の真実』。フリーライターとなった元MSパイロット「ローズマリー・スズキ」よる最初のレポートであったが、あまりにも不正確ゆえに検閲から逃れたとも言われる珍書だった。漫画家（カートニスト）となっていた実娘「ホワイトストロベリー・スズキ、28歳（P.N「ブラッド・ベリー」）」よってコミカライズされたことで各所に意外な波紋が広がっていく。

### 『最初のX（クロス）』
ベラ・ロナは木星帝国の活動を阻止すべく宇宙海賊クロスボーン・バンガードを結成したが人員が不足していた。キンケドゥ・ナウはかつてのクロスボーン・バンガードのエースパイロットだったザビーネ・シャルを引き入れるべく彼が潜伏している区域へ向かう。

### 『ゼーロイバー』
U.C.0172年。木星圏で「蛇の足」として活動しているカーティスやイオは、クラックス・ドゥガチの第4計画（自身の死後も連邦を滅ぼす最後のプラン）として、30（サーティ）という単独で地球圏を全て焼き尽くすことができるというMSの情報を掴み、それを追っていた。その最中、イオは「宇宙海賊ゼーロイバー」と名乗る海賊組織と接触する。

## 登場人物
「声」はゲーム作品における担当声優。

### 主要人物の家系図
|                                           |                                           |                                           |                                           |                                           |                                           |                                     |                                     |                                                 |                                                 |                                                 |                                                 |                                                 |                                                 |                      |                      |                      |                      |      |      |          |          |          |          |          |          |  |  |              |              |              |              |              |              |              |              |              |              |              |              |
|                                           |                                           |                                           |                                           |                                           |                                           |                                     |                                     |                                                 |                                                 |                                                 |                                                 |                                                 |                                                 |                      |                      |                      |                      |      |      |          |          |          |          |          |          |  |  |              |              |              |              |              |              |              |              |              |              |              |              |
|                                           |                                           |                                           |                                           | ドゥガチの妻 （ダナエ・ブリエット）       | ドゥガチの妻 （ダナエ・ブリエット）       | ドゥガチの妻 （ダナエ・ブリエット） | ドゥガチの妻 （ダナエ・ブリエット） | ドゥガチの妻 （ダナエ・ブリエット）             | ドゥガチの妻 （ダナエ・ブリエット）             |                                                 |                                                 | クラックス・ドゥガチ                            | クラックス・ドゥガチ                            | クラックス・ドゥガチ | クラックス・ドゥガチ | クラックス・ドゥガチ | クラックス・ドゥガチ |      |      | エウロペ | エウロペ | エウロペ | エウロペ | エウロペ | エウロペ |  |  | 光のカリスト | 光のカリスト | 光のカリスト | 光のカリスト | 光のカリスト | 光のカリスト | 影のカリスト | 影のカリスト | 影のカリスト | 影のカリスト | 影のカリスト | 影のカリスト |
|                                           |                                           |                                           |                                           | ドゥガチの妻 （ダナエ・ブリエット）       | ドゥガチの妻 （ダナエ・ブリエット）       | ドゥガチの妻 （ダナエ・ブリエット） | ドゥガチの妻 （ダナエ・ブリエット） | ドゥガチの妻 （ダナエ・ブリエット）             | ドゥガチの妻 （ダナエ・ブリエット）             |                                                 |                                                 | クラックス・ドゥガチ                            | クラックス・ドゥガチ                            | クラックス・ドゥガチ | クラックス・ドゥガチ | クラックス・ドゥガチ | クラックス・ドゥガチ |      |      | エウロペ | エウロペ | エウロペ | エウロペ | エウロペ | エウロペ |  |  | 光のカリスト | 光のカリスト | 光のカリスト | 光のカリスト | 光のカリスト | 光のカリスト | 影のカリスト | 影のカリスト | 影のカリスト | 影のカリスト | 影のカリスト | 影のカリスト |
|                                           |                                           |                                           |                                           |                                           |                                           |                                     |                                     |                                                 |                                                 |                                                 |                                                 |                                                 |                                                 |                      |                      |                      |                      |      |      |          |          |          |          |          |          |  |  |              |              |              |              |              |              |              |              |              |              |              |              |
|                                           |                                           |                                           |                                           |                                           |                                           |                                     |                                     |                                                 |                                                 |                                                 |                                                 |                                                 |                                                 |                      |                      |                      |                      |      |      |          |          |          |          | 内縁の妻 |          |  |  |              |              |              |              |              |              |              |              |              |              |              |              |
|                                           |                                           |                                           |                                           |                                           |                                           |                                     |                                     |                                                 |                                                 |                                                 |                                                 |                                                 |                                                 |                      |                      |                      |                      |      |      |          |          |          |          |          |          |  |  |              |              |              |              |              |              |              |              |              |              |              |              |
| トビア・アロナクス （カーティス・ロスコ） | トビア・アロナクス （カーティス・ロスコ） | トビア・アロナクス （カーティス・ロスコ） | トビア・アロナクス （カーティス・ロスコ） | トビア・アロナクス （カーティス・ロスコ） | トビア・アロナクス （カーティス・ロスコ） |                                     |                                     | テテニス・ドゥガチ （ベルナデット・ブリエット） | テテニス・ドゥガチ （ベルナデット・ブリエット） | テテニス・ドゥガチ （ベルナデット・ブリエット） | テテニス・ドゥガチ （ベルナデット・ブリエット） | テテニス・ドゥガチ （ベルナデット・ブリエット） | テテニス・ドゥガチ （ベルナデット・ブリエット） |                      |                      | キゾ                 | キゾ                 | キゾ | キゾ | キゾ     | キゾ     |          |          |          |          |  |  |              |              |              |              |              |              |              |              |              |              |              |              |
| トビア・アロナクス （カーティス・ロスコ） | トビア・アロナクス （カーティス・ロスコ） | トビア・アロナクス （カーティス・ロスコ） | トビア・アロナクス （カーティス・ロスコ） | トビア・アロナクス （カーティス・ロスコ） | トビア・アロナクス （カーティス・ロスコ） |                                     |                                     | テテニス・ドゥガチ （ベルナデット・ブリエット） | テテニス・ドゥガチ （ベルナデット・ブリエット） | テテニス・ドゥガチ （ベルナデット・ブリエット） | テテニス・ドゥガチ （ベルナデット・ブリエット） | テテニス・ドゥガチ （ベルナデット・ブリエット） | テテニス・ドゥガチ （ベルナデット・ブリエット） |                      |                      | キゾ                 | キゾ                 | キゾ | キゾ | キゾ     | キゾ     |          |          |          |          |  |  |              |              |              |              |              |              |              |              |              |              |              |              |
|                                           |                                           |                                           |                                           |                                           |                                           |                                     |                                     |                                                 |                                                 |                                                 |                                                 |                                                 |                                                 |                      |                      |                      |                      |      |      |          |          |          |          |          |          |  |  |              |              |              |              |              |              |              |              |              |              |              |              |
|                                           |                                           |                                           |                                           |                                           |                                           |                                     |                                     |                                                 |                                                 |                                                 |                                                 |                                                 |                                                 |                      |                      |                      |                      |      |      |          |          |          |          |          |          |  |  |              |              |              |              |              |              |              |              |              |              |              |              |
| ベルナデット・ドゥガチ                    | ベルナデット・ドゥガチ                    | ベルナデット・ドゥガチ                    | ベルナデット・ドゥガチ                    | ベルナデット・ドゥガチ                    | ベルナデット・ドゥガチ                    |                                     |                                     | ニコル・ドゥガチ                                | ニコル・ドゥガチ                                | ニコル・ドゥガチ                                | ニコル・ドゥガチ                                | ニコル・ドゥガチ                                | ニコル・ドゥガチ                                |                      |                      |                      |                      |      |      |          |          |          |          |          |          |  |  |              |              |              |              |              |              |              |              |              |              |              |              |

### 宇宙海賊クロスボーン・バンガード
トビア・アロナクス
声 - 山口勝平
『鋼鉄の7人』までの主人公。年齢15歳（クロスボーン・ガンダム）→18歳（鋼鉄の7人）。
両親を幼い頃に亡くすが、叔父夫妻によって育てられた。地球からの留学生だが、留学先となる筈だった木星圏の戦乱に巻き込まれる。キンケドゥに助けられて以降は宇宙海賊クロスボーン・バンガードのパイロットとして戦い、優れたニュータイプとしての才能を開花させていく。既存の常識に捕らわれない柔軟性をもち、強い意志と判断力を見せる快活な少年。調和を常に求める姿勢を持つ。
前半では木星帝国から鹵獲したMSペズ・バタラに搭乗していたが、後半で新型のクロスボーン・ガンダムX3に搭乗し、最終決戦においてクラックス・ドゥガチを打倒、地球圏を核による滅亡から救った。木星戦役終結後は、キンケドゥよりX1を譲渡され愛機とする。
戦闘に関しては敵であっても殺さない、いわゆる不殺を念頭に置いているが「相手や状況によっては止むを得ない」との覚悟も持ち合わせている。特定の主義主張や勢力に己の価値判断を委ねることなく、常に自分の直感に従ってすぐさま行動に移すさまは、他の登場人物達からネコに例えられている。
外伝「最終兵士」ではアムロ・レイの戦闘データから造られたバイオ脳搭載の無人MS・アマクサとの戦闘で機体が中破。その際に負った傷から、顔面中央にごく浅い横一文字の傷痕ができた。
『鋼鉄の7人』では、キンケドゥの意思を引き継ぎ、名実共にクロスボーン・バンガードのトップエースとして活躍。「神の雷計画」を阻止するため、圧倒的に戦況が不利であることを承知で敢然と新生木星軍に戦いを挑む。ベルナデットとは恋人関係になるが、最終決戦前に立場違いで別れざるを得ない状態になった。「神の雷計画」の阻止には成功するが、その際仲間の大半と自らの視力を失い、一時行方不明になる。トビアは木星圏では重罪人だったため、数年後に整形で姿を変え「カーティス・ロスコ」として木星に帰還し、ベルナデットと再会し彼女を支える目的を叶えた。『ゴースト』以降の行動は#カーティス・ロスコを参照。
ベルナデット・ブリエット
声 - 夏樹リオ
『鋼鉄の7人』までのヒロイン。15歳→18歳（鋼鉄の7人）→35歳（ゴースト）→実年齢35歳前後（DUST）。
木星からスマシオンに密航して来た少女。中継ステーションでの襲撃騒ぎの後にマザー・バンガードにも隠れて乗り込み、ベラの保護下でマザー・バンガードのクルーとなる。ベルナデット・ブリエットの名前は発見された時に正体を知られまいと咄嗟に名乗った偽名である。
その正体はクラックス・ドゥガチの娘、テテニス・ドゥガチ。母親は政略結婚で木星圏にやってきた地球の良家の娘（漫画『機動戦士ガンダムF90 ファステストフォーミュラ』によれば、名前はダナエ・ブリエット）。物語中盤で木星帝国に連れ戻され、後にモビルアーマー (MA) エレゴレラに乗せられてしまうが、トビアによって救出される。
鋼鉄の7人ではトビアと共に海賊として宇宙へ旅立っている。「鋼鉄の7人」作戦には同行せず、木星に向かうトビアに自らの歩む道を告白した。一年後、木星に戻り、父の作った財団の代表になった。
『ゴースト』では名実共に木星圏の女王になっており、ベルという一人娘が産まれている。その後、カーティス（トビア）と正式に結婚したようだが、息子であるニコル・ドゥガチ（後述）によると『DUST』の時代には木星共和国内の政争に敗れて夫婦共々実権を奪われた状態で軟禁されており、その身体はサイド7のグリプス内部にあるエオス・ニュクス号の中でコールドスリープされていた。これはフォントとベルの捜索にかかる時間を考えてのことで、カーティスによる半ば強引な説得で眠らせた直後に囚われたため、目覚めた際にはカーティスとニコルを指して少々混乱していた。『X-11』ではカーティスの説明で「モビルスーツに嫉妬するほどのヤキモチ焼き」だという事実が明かされ、世間的には「いつまでも少女の様な恋多き姫様」という認識と解説されている。カーティスがオリンポスの下僕のリーダーとの戦闘時は彼の権力を削ぎ落とすため、議会で戦っていた。なお、イオがカーティスの側に寄り添う姿を見た際は激しいヤキモチを発揮し、カーティスと周囲の者達を恐れさせていた。
キンケドゥ・ナウ
声 - 辻谷耕史（『GジェネF』から『EXVS2OB』まで） / 佐藤拓也（『アーセナルベース』以降）
クロスボーン・ガンダムX1を駆る宇宙海賊クロスボーン・バンガードのエースパイロット。U.C.0133年時点での年齢は28歳。
その正体は、かつてコスモ・バビロニアの蜂起の際に民間人ながらガンダムF91で目覚しい戦果を挙げ、レジスタンスのエースとして活躍したシーブック・アノーである。

ベラ・ロナ
声 - 冬馬由美
宇宙海賊クロスボーン・バンガードの指導者であり、戦艦マザー・バンガードの艦長。U.C.0133年時点での年齢は28歳。
その正体は『機動戦士ガンダムF91』に登場したセシリー・フェアチャイルドである。木星帝国の野望を知ったため再びベラ・ロナを名乗り、自らが指導者となって宇宙海賊クロスボーン・バンガードを組織、戦艦マザー・バンガードの艦長として木星圏で帝国と戦う決意を固める。

ザビーネ・シャル
声 - 梁田清之（『GジェネF』から『EXVS2OB』まで） / 笠間淳（『アーセナルベース』以降）
クロスボーン・ガンダムX2を駆る宇宙海賊クロスボーン・バンガードのエースパイロット。キンケドゥと並ぶ実力を持つ。
かつては旧クロスボーン・バンガードのエリート部隊「黒の戦隊（ブラックバンガード）」を率いた大隊長だったが、その後コスモ・バビロニアの残虐なやり方に反発し、離反してベラやキンケドゥと行動を共にしていた。

ウモン・サモン
声 - 宮澤正（『第2次α』） / 田中和実（『GジェネSPIRITS』以降）
宇宙海賊クロスボーン・バンガードに参加しているMSパイロット。70歳（クロスボーン・ガンダム）→73歳（鋼鉄の7人）。
ニュータイプを自称するお調子者の老人だが、パイロット歴は一年戦争時代からという大ベテランで、一年戦争時（16歳）はボールで6機のリック・ドムを撃墜、その後のグリプス戦役（22歳）なども傭兵として戦い生き抜いた確かな実力を持つ。キンケドゥ不在時にはX1に搭乗した事もある。後半以降はフリントに搭乗。後にU.C.0136年に行われたアマクサとの戦いで負傷し、以後メカニックに転向する。
若い頃からその場の出まかせで出すハッタリの多さに傭兵仲間からは「誤報のデパート」と呼ばれており、クロスボーン・ガンダムにドクロのマークを付けたのもウモンのアイデア。「バカがボオルでやってくる!」における、クロスボーン・ガンダムX1搬入時の紹介では「70目前」とされており、逆算すると本編の前年（U.C.0132年）となる。また、同作者によるアンソロジー漫画『SDガンダム GジェネレーションF 4コマKINGS』では、一年戦争時代のウモンが描かれ、『スカルハート・バカがボオルでやってくる!』としても発表された。以降も『機動戦士ゼータガンダム1/2・宇宙一の無責任ティターンズ~ウモン・サモンの日記~』において、彼を主人公にした番外編が制作された。この時にも一介の傭兵であったが、制服や旧式のジムを黒くしてティターンズを騙っていた。しかし、元々お人好しで「エリート部隊」というお題目をバカ正直に守り、戦闘に巻き込まれた民間人の保護などをしていたため、大した旨味も得られずに終わった。誇りや面子と言った建前より目の前の命を守るためなら、自分が出したハッタリで恥を被ってでも行動するといった芯の通った人物でもある。
なお、「ウモン・サモン」というフルネームが設定されたのは『スカルハート』の番外編から。
ヨナ
声 - 滝田樹里
ウモンやジェラドと共に木星戦役を戦い抜いた女性パイロット。モビルスーツ戦より生身の格闘戦（肉弾戦）が得意でトビアにも手ほどきをしている。ウモンとは家族ぐるみの付き合いらしく、若かりしころのウモンがMSパイロットだった祖母に想いを寄せていた事を知っている。
ジェラド
声 - 森貞文則
ウモンやヨナと同じく木星戦役を戦い抜いたパイロットの一人。ナイフ投げの名手。
鋼鉄の7人では、ウモンの戦線離脱後はトビアに次ぐNo.2のパイロットだが、対アマクサ戦では一撃で撃破されたり、コルニグス襲撃の際にはヨナ共々MSに乗る前に岩盤で押しつぶされて負傷してしまったりと、その実力はあまり描写されていない。
ハリダ
声 - 斉藤次郎
クロスボーン・バンガードのパイロットの一人。パーマで髭面。木星の衛星イオでの戦闘でMAエレファンテのフレキシブルアームに乗機を潰され戦死。
ロニム
クロスボーン・バンガードのパイロットの一人。トビアにミノフスキードライブの説明を行う。バーンズが駆るトトゥガに挑むが、高速硬化ガスによって動きを止められたところを、ハンマーハンドで潰され戦死。
副艦長
本名は不明。マザー・バンガードの副艦長で同艦の操舵を務める。理想論が強い傾向にあるベラとは逆に現実的な面があり、時には自分達が勝つために彼女の命令に反した行動をとる事もある。マザー・バンガード自爆以降は未登場。
ゲーム『第2次スーパーロボット大戦α』でのマザー・バンガードの武器「突撃」は、元々は本編で彼がベラの命令に反して行ったものであり、使用した際のベラの台詞も本来は彼のものである。
技術長
本名は不明。マザー・バンガードの整備長でウモンと同世代の老人。常に酒瓶らしきものを持ち歩いている。X1改のスクリューウェッブは彼が考案したものである。マザー・バンガード自爆以降は未登場。
オンモ
声 - 根谷美智子
補給艦リトルグレイの艦長。木星戦役では地球からの物資輸送と補給を担当していた。木星戦役後はブラックロー運送の社長を務め、ベラに代わり宇宙海賊クロスボーン・バンガードに指令を出している。『鋼鉄の7人』によれば、元々はサナリィ関係者で、かつては「サナリィのアイドル」と呼ばれていたらしい。出自や品格、威厳でクルーを引っ張っていたベラと違い、人懐っこい性格でリーダーシップを発揮するタイプである。17年後の『ゴースト』の頃には社長から会長に昇格しているが、海賊軍に高額な兵器を独断で供給したことで、その手腕を疑問視する声があり、引責問題に発展する可能性も出てきている。

### 木星帝国
クラックス・ドゥガチ
声 - 永井一郎（『GジェネF』『第2次α』） / 麦人（『GジェネSPIRITS』以降）
木星帝国総統。木星圏を人の住める環境にするために、地球連邦からの充分な援助も無いまま70年余りに渡り尽力し一定の国力を持ち、ある程度の自立ができるようになった。すると、地球側から政略の一環として、良家の女性（ベルナデットの母）との縁談が申し入れられる。政略結婚により地球に対して媚るよう求められたことに加え、その妻が非常に優しいよく出来た女性だったことで、豊かな生育環境でしか生まれない余裕を見せ付けられ、かつてない程の屈辱を味わう。そのため地球に対し狂気ともいえる憎悪を抱き、密かに木星帝国を築き上げる。国民に対しては豊かな大地である地球を木星人の手に取り戻すと公表していたが、その真の目的は地球を不毛な大地へと変えることであり、その先のことは全く興味はなかった。
彼の思考をコピーした「バイオ脳」が9体存在しており、影武者を務めている。
搭乗機は、MAエレゴレラおよびディビニダド（オリジナルが直接搭乗したのはディビニダドのみ）。特にディビニダドには「フェザーファンネル」というサイコミュ兵器らしき武装が搭載されているが、彼自身がニュータイプであるかは不明。ゲームではニュータイプ扱いとなっている。
女性関係ではベルナデットの母以外にも、続編『鋼鉄の7人』では木星人である後妻のエウロペが登場し、また、ベルナデットの母と結婚する前に、内縁関係にあった女性が存在し、その女性との間に子供（キゾ）がいた事が『ゴースト』で判明している。
ディミアン・カラス
声 - 茶風林
トビアたち留学生の指導教官のひとりであるが、実は木星帝国の諜報・工作員でもあり、ドゥガチ直属の部下。中継ステーション襲撃時にスマシオンに積んである毒ガスをトビアが見た場面に居合わせ、証拠隠滅のために彼を拳銃で射殺しようとする。「強い者こそが正しい」という信念の持ち主で、木星帝国に従っているのもその信念に基づいているに過ぎない。現に敵であっても、ニュータイプとして急成長するトビアに強い関心を示し、しきりに自らのもとに来るように勧誘している反面、子飼いのギリに対しては敗者という理由だけで気にもとめなくなる。また、強者=NT能力を持つ人間に強い関心を示しており、「スクール」と呼ばれる場所でギリやカリスト兄弟を教育している。
ワイヤーを操る技術に長けており、それによって宇宙漂流の危機を脱して何度もトビア達の前に現れる。最終決戦では自らNT部隊を率いMAノーティラスでトビアに戦いを挑む。偽りとはいえ教え子のトビアの説得には耳を貸さず、「違う生き物」同士は強者だけが生き残るべきという持論を嬉々として語る。余りの身勝手な言い分に激怒したトビアにNT部隊共々敗北。トビアに対して歪んだ師弟愛を感じていたらしく、死にかけながらも自分に勝利したトビアの力量を称賛し、死の間際に至っても後ろからトビアを撃とうとした部下を勝者（トビア）の行く手を阻む敗者として逆に撃ち落とし、その生き様を全うする。
原作ではファミリー・ネームでのみ呼ばれていたが、『LOVE&PIECE』でフルネームが明らかにされた。U.C.0103年にノーティラスの前身にあたるモナームで連邦軍基地を破壊し、脱出した「被検体」の少年少女のうち見込みのあるひとりの年長の少女「アプリコット・スキーマ」のみ連れ去って残りは見殺しにしようとするが、救出に現れたヘリウム船団所属のグレイ・ストークのガンプと交戦となる。奪った銃を撃って抵抗するアプリコットを称賛をもって機外に放出、ガンプとの戦闘継続は相討ちになると分析し撤退する。グレイに助けられたアプリコットはカラスの印象について、仲間を見殺しにした悪人なのに綺麗な目をしていたのが恐ろしかった、しかし自分がこれまで知る大人たちより真剣に向き合ってくれた気がする、一生あの目を忘れることはないだろうと述べている。また、カラスはアプリコットに、自分が同じ年頃に7名で乗っていた救命艇が友人のいたずらで母船を飛び出してしまい、ひとり3日分しかない水・食料・空気を独占するためにほかの者をすべて殺し、漂流21日目にドゥガチに救出された（その際に「強き者」として称賛された）過去を語っている。
ギリ・ガデューカ・アスピス
声 - 真柴摩利（無印） / 岩永哲哉（鋼鉄の7人）
対クロスボーン・ガンダムチーム「死の旋風（デス・ゲイルズ）隊」のリーダーで、チームの攻撃担当。階級は少佐。木星帝国の次期幹部候補生。カラス直属のニュータイプであることに異常ともいえる自尊心をもっており、性格は非常に尊大にして傲慢かつ残虐。地球での掃討戦では楽勝と思っていたが、計算外の地球の重力と地の利と機体特性を最大限に活用したトビアと援軍で駆けつけたキンケドゥにより敗北し、自決しようとしたところをバーンズに止められた。
搭乗機はクァバーゼ。
『鋼鉄の7人』では、地球でコックとして生活しており、バーンズの手引きで新生木星帝国と戦う仲間を求めていたトビアと再会。当初は協力を断っていたが、トビアより遥かに険悪な間柄だったカリスト兄弟が帝国を支配している事から協力するようになる。地球での生活の間にトビアよりも身長が大きく伸びており、かつて生死を賭けた激闘を繰り広げた間柄にも関わらず、トビアとの再会の際に開口一番無頓着に身長を驚かれたことも、ギリの心情を少なからず動かすきっかけとなった。
木星決戦においてはビギナ・ギナIIに搭乗し、光のカリストと激闘を繰り広げるが、じりじりと押されていく。発射体制に入ったコロニーレーザー・シンヴァツを止めるべく四肢を失った機体で特攻を行い、戦死。その命を捨てた行動はシンヴァツに深刻なダメージこそ与えられなかったものの、発射角度をわずかにずらした。その結果、レーザーの第一射は地球への命中コースを外れることになる。
搭乗機は量産型クァバーゼ、後にビギナ・ギナII（ギリ専用機）。
ローズマリー・ラズベリー
声 - まるたまり
死の旋風隊の女性パイロット。金と血生臭い騒動が大好きな性格だが、金払いをしっかりしておけば絶対に雇い主を裏切らないという律儀な一面もある。
搭乗MSはアビジョで、敵機の牽制・かく乱を担当する。捕虜となったトビアを公開処刑にする際はX2に搭乗するも、生身のトビア相手に油断し、不意を突かれて機体を奪われてしまう。地球での掃討戦で敗北する。
『鋼鉄の7人』では、経歴を詐称してアナハイム・エレクトロニクスのミノフスキードライブ搭載型試作機スピードキングのテストパイロットになったが、テスト中に地球の重力に捕まり大気圏に突入。「光の翼」をビーム・シールドの代わりにして大気圏を突破するが、地上に墜落した際に機体が渓谷の狭間にハマり込んでしまい、そのまま逃亡。各地を巡業してモビルスーツストリップ（MSの掌の上でのストリップ）を行い生活しており、トビアからの誘いに快諾した。
木星決戦時には、アラナ・アビジョに騎乗。戦いの中で機体は中破するがなんとか生き残る。戦後はミノルの妻となり、共に監視役として木星圏に暮らす。またその傍ら「神（ゼウス）の雷計画の真実（宇宙世紀0138年刊行）」という本を執筆し好評を博したが、その内容はかなり不正確な代物であったらしい（しかし、不正確であるがゆえに連邦のお目こぼしをもらい、見逃された）。
17年後の『ゴースト』では地球圏に舞い戻ってフリーライターとして登場。単なる取材で訪れたはずの「真のザンスカール」で、いつのまにかレジスタンスのリーダー格になる・人前で公然と「真のマリア」に楯突くなど、騒動好きの性格は変わっていない。なお、夫ミノルとは結婚後5年目で死別したとのこと。トレスのVガンダムヘキサに搭乗しサーカスのバイラリナを撃退するも、戦闘後に乗機のコックピットをザンネックによる大気圏外からの射撃で打ち抜かれ戦死した。
『神の雷計画の真実』では、ミノルとの間に儲けていた娘である「ホワイトストロベリー・スズキ」の手で著作が漫画化される。
バーンズ・ガーンズバック
声 - 飯塚昭三
木星帝国のベテランパイロット。階級は大尉。搭乗MSは専用機として赤色に塗装したバタラだったが、死の旋風隊ではトトゥガを与えられ、防御を担当する。息子を事故で失っており、過酷な木星の環境と比べ、豊かな水資源を持つ地球圏の住人に対して恨みを抱いていた。また、息子が亡くなって以来、出撃時にはヘルメットをかぶらない。
敵であるトビアに亡き息子の面影を見ており、地球での掃討戦での敗北後、彼らにジュピトリス9の弱点を教えた。
『鋼鉄の7人』では地球で生活し、牧場を営んでいた。トビアからの誘いに快く応じ共に戦う。木星決戦時には、バーラ・トトゥガに乗り戦うが、影のカリストの攻撃によって大破。この時の作戦中は仲間を守るため少しでも長く生きぬこうと、息子が亡くなって以来初めてヘルメットをかぶって戦い、最後は特攻するギリを庇って戦死した。

### 地球連邦軍
ハリソン・マディン
声 - 青羽剛（『GGENERATION-F』『第2次α』） / 平川大輔（『GGENERATION SPIRITS』以降）
地球連邦軍第17機動中隊所属の大尉。この時代においては、珍しくまともな考え方を持った軍人。「連邦の青い閃光」の通り名を持つ連邦軍随一のエース。機体をパーソナルカラーの青色に塗装し、量産型ガンダムF91部隊の隊長として、マザー・バンガードの引渡しに抵抗する宇宙海賊クロスボーン・バンガードと交戦する。その際に戦いを演じた相手がF91（試作機）のオリジナルパイロットでもあったキンケドゥであり、地球侵攻を行う木星帝国の母船ジュピトリス9の攻撃の際にはキンケドゥ達への理解を示し援護を行う。戦役後もトビア達との微妙な関係は続いていた。
『スカルハート』では彼の部隊に志願して入隊する者もいるなど、部下からは強く慕われている様子が描写されている。しかし民間人を守るため上層部の意図しない行動を取ることもある上に、トゥインクに好意を抱くほどの極端なロリコンであるなど、上層部からは色々な意味で危険視されている。出世には縁がないと本人も自覚している。
『鋼鉄の7人』では、連邦軍の腐敗に半ば呆れながらも、あくまでも今の地球を治めるのは連邦政府なのだからと連邦に所属し続けた。ミノルはかつての教官であり、「連邦の青い閃光」の通り名は彼に認められ譲り受けたものである。トビアの正体を知ってからも、自機のF91を嘘をついて貸し与え、「神の雷計画」を連邦軍上層部に報告するなど彼らを支援するが、エピローグでF91の無断貸し出しや権限を越えた作戦を展開したこと等が原因で軍を退役する事となり、ブラックロー運送に就職した。
『ゴースト』ではリガ・ミリティア「青い閃光」隊の指揮官としてトゥインクと共にガンブラスターに相乗りして登場する。この頃には髭を生やしていた。
同作者の別作品『機動戦士ゼータガンダム1/2』において、ハリソンと同じ「マディン」姓の人物が登場しているが、関連性は明示されていない。
司令
本名は不明。ハリソンの直接の上官。宇宙海賊討伐、連邦高官の不正行為の隠蔽といった汚れ役や、地球へ来訪したドゥガチへの謁見といった日の当たる任務もこなす。『猿の衛星』ではハリソンに事件の説明をして自ら「トニーのマンガかよ」とツッコミを入れているなどノリが良い一面も。ある意味連邦の縮図を体現しているような人物。

### コスモ・クルス教団
シェリンドン・ロナ
声 - 木村亜希子
小説版『機動戦士ガンダムF91』でもその存在が語られていた人物で、コスモ・バビロニア崩壊後、貴族主義勢力から担ぎ出された名家の令嬢。ベラの従姉妹であり、ベラからは「シェリー」と呼ばれていた。ニュータイプ至上主義者であり、本人も高いニュータイプ能力を有す。ニュータイプとその素質があるものを集め、オールドタイプは切り捨てるような発言もした。木星帝国との話し合いの場を設けようとしたり、ハリソン率いる連邦軍を動かしたりとかなりの権力も持ち合わせている。ベラたちを裏切って連邦軍に引き渡し、ニュータイプの素質のあるトビアだけを手元に置こうとしたが、人間であることに希望を捨てない彼の強い信念と決意に負け、トビアに新型機クロスボーン・ガンダムX3を預けることとなる。トビアに好意に近い何らかの感情を抱いていたらしく、木星帝国との最終決戦に向かうトビアへ、戦争が終結した後、トビアのニュータイプの素質を開花させたいので、自分の所に来るようにメッセージを送っているが、トビアからはニュータイプになる前にやるべきことがあると断られている。

### その他
きこりの爺さん
本名は不明。地上の森林監視員。地球へ逃れたトビア達を匿う。口は悪いが面倒見はいい。長距離の山道を歩く体力は、コロニー育ちのトビアに、地球で生活するアースノイドへの敬意を実感させた。
セバスチャン
きこりの爺さんの飼っているサル。作業用MSを操縦できるという特技があり、死の旋風隊襲来の際にMSで木星軍を混乱させ、トビア達の危機を救った。
ドゥガチの妻
物語のスタート時点で故人。クラックス・ドゥガチとの政略結婚で木星圏にやってきた地球の良家の娘。優しく非常によく出来た女性で、政略結婚で地球圏から遠く離れた木星圏に来た上、親子ほどに歳の離れた夫であるドゥガチに不平不満も言わず、妻として付き従い、またテテニスには母として愛情をそそぎ、そのことについては「あれはできた女だった」とドゥガチも認めている。だが、ドゥガチには、それが豊かな生育環境でしか生まれない余裕からくるものと思え、かつてない程の屈辱を覚えて、地球に対し狂気ともいえる憎悪を抱く一因となっている。上述のように、漫画「機動戦士ガンダムF90 ファステストフォーミュラ」にてフルネームがダナエ・ブリエットであると判明している。

### 『外伝』の登場人物
ヨナ・キニスン
「バカがボオルでやってくる!」に登場。一年戦争でのウモンの上官であると同時に想いを寄せていた女性だが、すでに既婚者だった。本編のヨナは彼女の孫娘である。
カマーロ・ケトル
声 - 北島淳司
「海賊の宝」に登場する木星帝国軍残党の指揮官。搭乗MSはアラナ・バタラ。原作では名称は存在せず、ゲーム（『GGENERATION SPIRITS』）のスタッフにより命名された。
シーナ・カッツィユッキー
「猿の衛星」に登場。元ジオン公国軍将校。E計画を知る数少ない人物。「ジーク・ジオン」と言いかけてはあわててやめて恐縮するという奇癖がある。
『機動戦士ガンダムMSV戦記 ジョニー・ライデン新装版』あとがきによると、大戦中はかのエースパイロット「ジョニー・ライデン」の部下だったこともある。
アンソニー&セガール
「猿の衛星」に登場。ジオン軍のE計画によって生み出されたニュータイプ兵士の猿。四肢すべてが「手」に改造されたMS「バルブス」を駆って、自分たちのテリトリーに入った機体を襲撃していた。
グレイ・ストーク
声 - 矢尾一樹
「最終兵士」に登場。初出は漫画『機動戦士Vガンダム外伝』。地球と木星を往復するヘリウム船団のリーダー的な存在である初老のニュータイプで、「木星じいさん」と自称している。モビルスーツのパイロットとしての技量もあり、フォーミュラ計画以前の大型モビルスーツ「ガンプ」を駆る。『機動戦士ガンダムΖΖ』の登場人物「ジュドー・アーシタ」の後年の姿である事が示唆されているが、作中では明言はされていない。
『鋼鉄の7人』では、直接物語には関わらないものの通信会話の映像で登場。神の雷計画が動き出した際には木星と地球の間を航海中で、一か月半は転進も出来ない状況であったため、自身の目を欺きコロニーレーザーを用意していた木星帝国軍に対して怒りを露わにする。
『LOVE&PIECE』ではU.C.0103年に、カラスに破壊された連邦軍基地から脱出した子供たちの「声」に気付いてガンプで現場に急行。目当ての娘以外は見捨てようとするカラスに怒りをあらわにして戦う。カラスのモナームが射出するワイヤーをビーム・サーベルで斬る離れ業を見せる。
U.C.0153年、『Vガンダム』の時代を描いた『Vガンダム外伝（プロジェクト・エクソダス）』では、ニュータイプのみを集めコロニーを2隻連結し制作した恒星間宇宙船”ダンディ・ライオン”を用いて太陽系外の恒星系「プロキシマ・ケンタウリ」への植民を実行に移し、U.C.0653年、達成される。
トゥインク・ステラ・ラベラドゥ
声 - 釘宮理恵
外伝の全話に登場。木星軍が秘密鉱山として利用していた小惑星ネバーランドに1人で暮らしていた少女。死んだ母親が地球から持ってきた本が童話『ピーターパン』『星の王子様』だけだったため、外の世界の知識はそれしか持っていない。トビア達の活躍で木星帝国から解放され、本編終了後に宇宙海賊クロスボーン・バンガードに所属する事になる。この頃には大分常識を身に付けていた。
なお、『機動戦士クロスボーン・ガンダム』から『鋼鉄の7人』までの物語は、彼女が執筆した記録である事が『スカルハート』や『鋼鉄の7人（単行本3巻）』のプロローグで明かされている。
『ゴースト』ではハリソンと共にリガ・ミリティア「青い閃光」隊の一員として登場する。

### 『鋼鉄の7人』の登場人物

#### サナリィ
オーティス
サナリィ第2月面開発実験所の責任者。たびたび非公式に実験機やそのパーツを買い付けに来るクロスボーン・バンガードに、実戦データ収集のため、「疫病神」と憤慨しつつも渋々協力している。F99の完成と連邦への売り込みに燃えていたが、すべての機体とデータを破壊され意気消沈する。「機動戦士ガンダムF90 ファステストフォーミュラ」にて、後に「機動戦士Vガンダム」に登場するオーティス・アーキンズであることが判明している。
ミューラ
サナリィ第2月面開発実験所の技術者の女性。機体もデータも失って意気消沈するオーティスに自分は一からでも研究を続けて再び「光の翼」を実現して見せると語っている。
ミノル・スズキ
声 - チョー
サナリィ第2月面開発実験所のMSパイロット教官。初登場時には数え年で55歳。かつては地球連邦軍でも指折りのパイロットで「連邦の青い閃光」と呼ばれていたが、平和な時代が長く続いていたため現役時代は実戦参加経験はない。現役引退後はMSパイロット教官として「青い閃光」の名を譲ったハリソンを含む多くの教え子を育てたが、クロスボーン・バンガードのフロンティアIV侵攻時に、多くの教え子を亡くしてしまった自責の念から軍を退役してサナリィへと移る。
温厚で聡明な性格であり、実験所が襲撃された後は、トビア達の良き協力者として行動を共にしている。好きな映画は黒澤映画らしい。
12歳の時、第二次ネオ・ジオン抗争におけるシャア・アズナブルの隕石落しを地球上から目撃し、その時の衝撃が軍人を志すきっかけとなっている。
鋼鉄の7人作戦ではガンダムF90インターセプトタイプに搭乗。その際のパーソナルマークはRB（F99レコードブレイカー）の文字をもじったもの。
木星圏でのシンヴァツ破壊作戦においてはローズマリーとともに生存。ドレックら若者が死に、老いた自分が生き延びたことを嘆くが、ローズマリーの発破を受け、だからこそ生き延びた自分は生き抜かなければならないと決意する。戦後はローズマリーと結婚。連邦の要請により木星圏に留まり、戦闘直後に起きたクーデターで瓦解した総統派らににらみを利かせている。
『ゴースト』時ではすでに死去しており、結婚後5年目で亡くなったことが語られる。『神の雷計画の真実』では娘ホワイトストロベリーを儲けていたことが明らかとなる。
ヨン・サンニー、ユリシーズ・レオパルド
どちらもレコードブレイカーのテストパイロット。サナリィの月面開発研究所を急襲した木星帝国軍をF99に搭乗して迎え撃つも、カリストに倒されて死亡。
ミッチェル・ドレック・ナー
声 - 小山力也
レコードブレイカーのテストパイロットの唯一の生き残り。他の2名からはその潜在能力の高さを評価されていたが、気弱な性格のため発揮できずにいた。同僚を殺され自分も撃墜された戦いの後は恐怖からMSに乗れなくなるも、トビアやミノル達の奮闘を見て勇気を取り戻し、再び戦う事を決意する。
「鋼鉄の7人」作戦ではハリソン専用ガンダムF91に搭乗。その際のパーソナルマークはMの字をもじったもの。なお、ミッチェルという名前は自分に似合っていないと思っており、普段はセカンドネームのドレックを名乗っている。
木星決戦ではトビア、ミノルとチームを組み遠距離からの援護を担当。F91の機動性を極限まで引き出す操縦で、影のカリストに痛打を加えることに成功するが決定打にはならず、反撃を受け戦死した。

#### 木星帝国（鋼鉄の7人）
光のカリスト
声 - 笹沼尭羅
ドゥガチの後継者として、木星帝国新総統となった青年。地球圏に大災害を引き起こす神の雷計画を計画・実行しようとしている。姉であるエウロペや、双子の弟である影のカリストとは常時意識の共有がなされる特殊能力を持つサイキッカーで、木星圏から二人の意識を介して地球圏の状況を見ている。
彼の「思考共有」は双子の兄弟である影のカリストとは問題なく使えたが、姉のエウロペの意識は相手の「主観的な思考」しか読めず、また「恋心」などといった彼らに理解できない思考も読めなかった。
最終決戦において、専用機のディキトゥスを駆りその圧倒的な性能でデスゲイルズを葬り、トビアのクロスボーンガンダムX1フルクロスと激戦を繰り広げるが、影のカリストのバイオ脳を搭載したディキトゥスが撃墜されたことによって狂乱、大振りの一撃でX1の左腕を切り落とすもその隙を突かれ、自分のディキトゥスも左腕、左脚部を失い一時撤退。その後、コロニーレーザーを破壊していたトビアとエウロペに最後の戦いを挑む。
乗機はディキトゥスで、彼の機体は左手を模しており「正義さす左指（ユーリスディス・シニストラ）」の名を冠している。
影のカリスト
声 - 笹沼尭羅
光のカリストの半身。兄同様のサイキッカーであり、二人で意識を共有するため両者が共に総統という奇妙な状況となっている。神の雷計画に障害となる全ての者の排除のため地球圏にやってきた。計画遂行の暁には自らも死亡するが、それを木星の為の必要な犠牲であるとして受け入れていると語る。
パイロットとしての技量は相当なもので、ミノフスキー・ドライブ搭載機であるF99レコードブレイカー3機の連携攻撃を、弾道をあらかじめ見て予測していたとは言え完全に避けきり圧倒し、トビアのX1スカルハートをも圧倒した。
地上用に改修された乗機で、イカロス回収作業中のトビア達を再び襲撃するが、トビアに「自らの死と引き換えにすることで、神の雷計画による大量虐殺の罪悪感から逃れようとしている」という内心を見ぬかれ（同時に自分1人の命で引き換えにできるなんて思い上がりだと指摘され）て動揺したことで倒される。
その後、光のカリストによって死の直前の意識をバイオ脳にコピーされ復活する。しかし、木星帝国兵は「本当にコピーであるのか、光のカリストの妄想なのかは分からない」とも言っており、バイオ脳の状態では兄のカリストの前以外でまともな言葉を発する事は無く、どちらとも取れる形になっているため詳細は不明。
乗機は彼本人はコルニグス及びインプルース・コルニグス。バイオ脳の時は光のカリスト同様ディキトゥスを駆る。彼の機体は右手を模しており、「自由なる右指（リーベルダス・デクストラ）」の名を冠する。
エウロペ・ドゥガチ
声 - 伊藤静
カリスト兄弟の姉で、クラックス・ドゥガチの後妻でありテテニスの義母。神の雷計画を伝えるために地球圏へ赴き、トビア達と行動を共にする。地球圏に来るまでは弟達と自分が意識の共有がなされている事を知らず、勝手に自分の心が弟達に読まれていた事にショックを受ける。行動を共にするうちに、死んだ恋人であるカーティスをトビアと重ねあわせており、それに気付いたベルナデットが泣きながらトビアを取らないようにと嘆願している。最終決戦時には心が読まれていることを逆手に取り、作戦内容をあえて読ませてかく乱する司令官的役割を担い、アンヘル・ディオナにイカロスと大型武装コンテナを接続した機体に搭乗する。最終局面まで生き残り、コロニーレーザーをトビアと共に破壊するも、そこにやってきた光のカリストによって致命傷を負ってしまう。最後の力を振り絞って、機体が動かなくなったトビアを自爆するコロニーレーザーから脱出させ、自身は爆発に巻き込まれる形で落命する。
カーティス
エウロペの恋人だった木星軍兵士。カリスト達の目論見で海賊討伐へと駆り出され、戦死している。外見はともかく勇猛果敢な性格等はトビアと似通う部分があるらしく、幾度かエウロペとトビアの会話で名前が出ている。最終決戦直前、トビアが行おうとしている事を察したエウロペの手により、彼の個人データがトビアに託された。

### 『ゴースト』の登場人物

#### 主要人物（ゴースト）
フォント・ボー
声 - 石川界人
本作の主人公。サイド3のズム・シティに住む、メガネがトレードマークの男子高校生。連日連夜のネット漬けの生活の中で収集した古今東西の兵器の情報を自身のホームページに掲載する事を趣味としていたが、偶然エンジェル・ハイロゥの情報を入手して掲載した結果、ザンスカール帝国から命を狙われてしまう。その際「蛇の足」のカーティス・ロスコに助けられ、自身と親族の安全を条件に「蛇の足」への参加を決め、以降彼らと行動を共にする事になる。搭乗機は、サイド3脱出時は、ズム特別戦争博物館から失敬したザクII。サーカスからの脱走後は、奪取した「ファントム」を「ファントムガンダム」と称して操縦し、改修されたゴーストガンダムを駆る。
性格は穏やかで礼儀正しい。しかし、強い正義感と命の大切さを知る優しさを持っており、宇宙細菌「エンジェル・コール」の危険性、ザンスカールの非道、死した木星エージェントの「100年戦争をやらない国を作る」という夢を知った事で、最初は巻き込まれる形だったエンジェル・コール争奪戦に自らの意志で関わっていくこととなる。頭が良い方とはいえ自身の感情のままに動くこともしばしばあり、単身ザンスカールに制圧されたコロニーに侵入を試みたり、そこでザンスカールに人質にされた子供たちを助けたことで受け取った謝礼金で、ジャックを傭兵として雇ったりしている。
本人に自覚は無いが、エンジェル・ハイロゥの情報にかけられた強力なプロテクトを自力で解けるハッキングの技術を持ち、自作したAI「ハロロ」は会話パターンの構築に特に力を入れたとは言え、会話していて機械的な物をほとんど感じさせない程自然な会話を行えるほど高性能な物となっている。MSの操縦技能は本格的な戦闘ができるレベルのものではなかったが、豊富なMS知識を活かした奇策を即興で編み出す機転とハロロのサポートによって次第に一線級のパイロットとも互角に度渡りあえるほど高くなり、後述の「熱爆走」状態以降はNTの素質をもったジャックですら追いつけないほどの反応速度を示すほどの操縦技能を発揮した。
マリア・シティに向けて発射された核ミサイルを処理した後、高速で個人の限界を超える判断を繰り返したことで思考と認識力が高速化した状態（カーティス曰く「熱爆走」）になるが、同時に効率を重視するために少数の人命を切り捨てるような発言をするようになり、心配したベルに付き添われクロスボーン・ガンダムX-0に乗って出奔。自動操縦に設定してたことでカーティスがクロスボーン・ガンダムに残していたデータから、戦いから離れてパン屋を営んでいたシーブックと出会う。そしてシーブックからカーティスの状態と過去を聞き、その後襲撃して来たザンスカールとの戦いの中、シーブックの言葉とベルが作ったパンを食べ、自分の戦う理由を思いだし、「こころ」で暴走する「理性」を乗りこなすことで本来の自分を取り戻した。
「蛇の足」に帰還後はカーティスから、改修されたファントム「ゴーストガンダム」を託され、キゾ中将率いるエル・ザンスカール軍との決戦に臨む。
キゾ中将との戦闘に勝利するも、加速し始めた「林檎の花」から脱出不能に陥った為、ベルと共に冷凍睡眠に入り、プログラムを施したゴーストガンダムと共に地球圏を周回し続けていたが、冷凍睡眠が解除されたのは冷凍睡眠開始から予想よりも遥かに長い15年後であり、宇宙は再び混乱の最中にあった。一度は混乱状態の宇宙と自身が行動をしたとしても何もならないかもしれないと絶望しかけていたが、自身を助けたジャンク屋船団のリーダーのオンド・サンがかつて自身が助けた子供の1人であったことと、彼からジャックが死んではおらずに生存していたのを聞くと、笑いながら良かったと言い、立ち止まるのを辞めてベルと共に再び歩む事を決め、「ゴースト」を自身の名前として活動するのを決めた。
その1年後である『DUST』にも登場。「幽霊（ゴースト）」というコードネームとファントムを駆りアッシュたちの前に現れる。「100年戦争をしない国を作る」と告げ、アッシュを試すが撃墜されかけていたアーノルドを救助してその場を去る。タガナスのコロニーに子供たちの回収役としてキュクロープスの制服姿で現れるが、タガナスの娘を人質にするような真似をしながら最終的に子供たちがコロニーに受け入れられる策を立てている。その真意は連邦・木星とコロニー間に立つであろう第3の極による三竦み「世界三分割計画（ユニバーサルスリーディバイディングプラン）」を画策している。ザンスカール戦争時に習得した「高速思考」をオン・オフできるようになったが、オフ状態の時には反動で眠気に襲われている。『DUST』の時代では本来の年齢は33歳だが、冷凍睡眠中は肉体年齢の変化がなく、周囲には18歳として扱われている。アッシュ・キングも再会した際に、かつての「兄ちゃん」の容姿のままである事に驚いており、後に本人のいないところで、「そういや18歳なんだな。オレより年下になるのか…」と妙な感覚に襲われている。リスクを恐れて犠牲が出ようともより確実な策を選ぼうとするアーノルドを参謀としてフォローしており、その実績から「黒い幽霊隊（ノエル・レイス）」からは全幅の信頼を得ている。
アッシュの「DUST計画」実行時はハロロから成功率が78%だと聞いてどうしても計画がうまく行くとは思えず、アッシュを止めるために彼の前に立ちはだかり、自身の死を錯覚するほどの激闘を繰り広げるが、アッシュの温情で互いに無事なまま決着を迎えた。そして降下作業を支援するためアーノルドを説得し、光の翼を使って見事計画を成功へと導いた。地球到着後はアーノルドから解雇を言い渡され、女王に就任したレオの演説をMSで跪く演出で盛り上げている。
前述の子供達救出で得た「謝礼金」は、個人としては法外だが兵器の購入や整備には全く足りないレベルの金額だった。しかし、とある事情から「DUST」の時代では連邦軍やキュクロープスに頼る事無く、個人で何不自由する事なく活動出来る程やファントムの兵器購入や整備が自身で出来るほどに金額は膨れ上がっていた。
『LOVE&PIECE』ではジルベスターと共にネオ・コスモ・バビロニアにおける国王の娘の花婿を決めるMS闘技会に参加した際の騒動が描かれる。この時の時系列は首切り王との決戦前の100日間の間に起きた出来事とされている。また、U.C.0171年には求婚されたというマック・ストームの様子を見るため、ナオミやレアと共に雪深い街のロッキー・シティを訪れている。ファントムについてはマックに完全オーバーホール中だと語っていた。
作者は「フォント」という名前について、「Vガンダムの主役がウッソだから」と述べている。
ハロロ
フォンの開発したAIプログラム（人工知能）。彼の趣味で少女型の人格インターフェイスとなっている。普段はフォントの携帯するタブレット端末に入れられているが、ネットに接続されていれば、自由に移動することが可能。フォントの育ったサイド3が一年戦争以来ほとんど戦乱に巻き込まれずに発展していったため、基礎技術力が高かった事、フォント自身のハッカーとしての才能と学生らしいひらめき、そしてひときわ力を入れて作られた会話パターンにより、2世代程先の物と感じさせるほどのAIとして仕上がっている。
ファントム奪取の際、奪われていたタブレットからファントムのコンピューターへと移動したが、2系統のOSを搭載していて構造が複雑化していたこともあってか、混線状態となってファントムから移動できなくなってしまい、そのまま機体のサポートAIとなった。戦闘中はフォントの要請に応じて様々なデータから演算・予測を行い戦闘をサポートする。ミダスのウイルスにより動作不良を起こし、已む無く一部を削除する事になったが基礎部分は無事であった。ただ多少グラフィックが崩れてしまうという影響が残ってしまった。
『DUST』にも登場。ファントムからは出られるようになったようで、キュクロープス基地内の回線に潜みながら電子的なサポートを行っている。
彼女の作画は榊蒼十郎が行っている。
ベルナデット・ドゥガチ
本作のヒロイン。テテニスとカーティス（トビア）の間に生まれた娘。U.C.0153年時点での年齢は12歳。愛称は「ベル」。テテニスの懐妊が判明したのが外惑星資源探査に出発した後だったため、生まれたのは探査船内で、本編開始時まで自分以外の「子供」を見ることなく育った。そう言った特殊な環境下で育ったため、子供らしい無邪気で短慮な部分と、大人のように理知的で思慮深い部分が混ざりあったアンバランスな性格をしている。特技は母親と同じく密航。
表向きは、ベルの父親は亡くなった事にされ、ベルもそのように教えられているが、自分の本当の父親はカーティスなのではないかと疑っており、反発心からカーティスを「お父さん」と呼んでいる。
トモエが執心するほどのサイキッカー能力を持ち、自身の視界をカーティスと共有する、核ミサイルの発射方向を察知する等のことを行っている。
最初は「子供仲間」としてフォントに懐いていたが、共に行動するうちに恋心らしきものを抱くようになる。
『DUST』ではフォントの相棒としてキュクロープスに参加しており、「幽霊の花嫁（コープス・ブライド）」というコードネームを名乗っている。ズム・シティにおける作戦では、自身の持つ能力で幽閉されていた父のカーティスの居場所を見つけ、助け出して『ゴースト』以来16年ぶりの再会を果たし、また敵MSとの交戦で市街地への被害を避けようとするフォントには、アーノルドへボルケーノの射撃の指示を出すことで、フォントを助けた。ルナツーの「讃美歌の国」の独立宣言の日後に、コールドスリーブしていた母のテテニスと再会を果たした。この際、血縁上は弟となるニコルに対しては、自身の年齢をコールドスリープ年数を加味した「28歳」と言い切り、“姉”として接するように言い含めている。
カーティス・ロスコ
声 - 山口勝平（『METAL BUILD』PV）
木星共和国ユピテル財団の特殊部隊「蛇の足（セルピエンテ・タコーン）」のリーダーである男性。後にテテニスからの密命でユピテル財団の実戦部隊の指揮に蛇の足が一任されたことで一行の実質的なリーダーとなり、あえて木星政府を通さない形で「エンジェル・コール」の回収作戦を開始し、一行を「新生クロスボーン・バンガード」と命名する。後述の“正体”から、実年齢は35歳（ゴースト）→50歳（DUST）となる。
視力を失っているが、周囲の音の変化を敏感に感知する技術とずば抜けたニュータイプの感性によって、日常生活に支障をきたすことなく過ごしているばかりか、モビルスーツ戦でも敵の動作などを音で伝えてくる独自のコックピットに乗り込むことで卓越した操縦技術を見せるが、これは初めて遭遇するMSや武装などは酷似している物から判断するという作業が必要になり、有視界戦闘よりも対処するのに時間が掛かるという難点も存在する。
その正体は、『鋼鉄の7人』の最後でエウロペからの写真を基に故人「カーティス・ロスコ」の容姿へ整形を行い、カーティスを演じているトビア・アロナクスである。別人へと成り替わっていたのは、宇宙海賊の面々が木星側では重罪人とされており、トビアは神の雷計画で消息不明となったことから、木星の人間として忍び込んだためである。
木星の者には過去のカーティスと性格が異なることを「奇跡的に生還したが、重傷を負ったために視力だけでなく記憶も失った」と説明していた。その事とトビア自身の適応力や演技力で誤魔化し、そしてトビア自身の人徳がそれ以上に人々を引き付ける魅力的なものであったことから周囲からは気にされないでいたが、本物のカーティスの友人であったエリンからは別人だと見抜かれて離反の一因となってしまった。娘であるベルに対しても一貫して「幼いころからの知人」を装っているが、フォントに対し、あまり深くベルと関わらないように警告したり、フォントとトレス・マレスをくっけようと画策したり、フォントとの仲が進行しそうになると、かなり煮詰まって見えるなど、父親として心配し悩んでいる。
キゾ中将との最終決戦を前にして、フォントにカーティスではなく「トビア・アロナクス」としての本音を語り、いずれベルにも本当の事を話すつもりでいることを明かした。出撃前に、フォントから渡されたキンケドゥ（シーブック）のパンを食べながら彼に思いを馳せるシーンでは、「整形せずに30代となったトビア」を思わせる容姿で表現された。最終決戦終結後、冷凍睡眠しながら救援を待つというフォントたちからの最後の通信の際に自分が父であることをベルに伝え、必ず迎えに行くと誓った。
その後、テテニスと正式に結婚したようだが、息子のニコル・ドゥガチ（後述）によると結婚から数年後に木星共和国内の政争に敗れてしまい『DUST』の時代ではタカ派によって夫婦共々実権を奪われた状態でサイド3のズム・シティに軟禁されていた（X-11にて、詳しい経緯がカーティスの回想として描写された）が、潜入してきたフォントとアーノルドに救出される。テテニスと共に木星に帰還し、タカ派を抑えることとなる。地球圏の状況にもよるが、その気になったタカ派を抑えきれるのは一年が限度とフォントに伝えている。
『X-11』にて自らの死を偽装してタカ派の「オリンポスの下僕」を誘い出し、現れた暗殺者のイオを捕らえ、かつて面識のあった彼女の洗脳を解こうと奮闘する。イオの行動でタカ派の本拠地オリンポスに誘導された際は、戦闘に巻き込むまいと彼女を逃がすも、出撃してきたオリンポスの下僕のリーダーが乗る大型MAシュヴァインに苦戦する。しかし、カーティスを助けに戻ったイオと共闘し、最終的にシュヴァインを撃破。イオを救うのは俺の最後のやり残しだからと彼女に告げ、側で自分を支えるイオに引退を示唆するも、その姿をテテニスに見られ、修羅場となりかけた。
『ゼーロイバー』のU.C.0172年時では木星圏で被害が出ている宇宙海賊への対処に乗り出し、疲弊した体を押して「クロスボーン・ガンダムX-11 ファータモガーナ・フルクロス」へと搭乗する。当初は「ゼーロイバー」を極悪な連中として戦うが、相手側にいたイオ（セレッサ）から通信で「彼等は敵ではない」と教えられ、本当の敵である謎の海賊団の存在を知る。

#### 新生クロスボーン・バンガード
ビル
新生クロスボーン・バンガードのMS部隊「バタラ隊」の隊長。エリンがカーティスに対し不信感を抱き逃走した後、その出自を怪しみ、不信感を抱きそうになった蛇の足のメンバーたちに対しては「何かあったら、自分が最初にカーティスを撃つ」と宣言し、メンバーをまとめる。味方機として認識するために、鹵獲したファントムにドクロのマークを付ける。
キゾ中将との決戦の際は、愛機のバタラをフォントが鹵獲してきたザンスカールのアインラッドに載せ、両サイドにサーカスのラロの残骸から回収したライドボールを2つに割ったものを装備して出撃する。
決戦の際に重傷を負い、治療の最中にキゾ中将との戦いに敗れ撤退したフォントを激励するも、力尽きる描写がされているが生死は不明。

#### 木星共和国
エリン・シュナイダー
カーティスのハイスクール時代からの友人。林檎の花（マンサーナ・フロール）の船長として、土星軌道に漂流していた宇宙海賊船調査にあたる。
かつて木星軍のパイロットとして出撃し、戦死したと思われていたカーティスが生きて帰って来た事を心から喜んだが、その行動の端々に生じる違和感から彼が別人であることに気付くと同時に不信感を抱き、土星軌道を漂流していた宇宙海賊船で発見された「エンジェル・コール」を持って地球圏に逃走する。
その後、ジャグナーに潜伏していた所をキゾ中将率いる部隊の襲撃を受ける。その際、無線配信された録音音声により逃走中、エンジェル・コールのワクチンを作り出そうとしていたが地球上にあるあらゆる方法をもってしてもワクチンが作り出せなかったこと、そしてその際の焦りから自身もエンジェル・コールに感染していること、ワクチン開発中に作り出したエンジェル・コールの活動を鈍くする溶液に体を浸すことで生きているものの、もう長くはないことをカーティスらに告げる。彼が宇宙細菌をザンスカールに受け渡そうとしていた理由は、木星帝国の思考による地球人の滅亡と木星の繁栄、そしてエンジェル・コールの対価として譲り渡されるサイキッカー10万人を木星の民として迎え入れる為であり、木星の為に一途に動いていたからであった。
しかしエンジェル・コールが地球どころか木星圏までも、つまりは全人類を滅ぼす可能性があるものだと知るとそれを消滅させる為に行動を開始し、ジャグナーにセットした装置で自身が乗るパピヨンごとエンジェル・コールを焼き尽くそうとした。しかし、装置起動寸前でキゾ中将に拉致されてしまい、マリア・シティの基地内でエンジェル・コールを自身から採取されてしまう。
カーティスらが駆けつけた時には既に全身がほぼ溶けきっており、既に死亡しているものと思われていた。しかし、アクシデントで部屋内に閉じ込められたトレスが自身ごとエンジェル・コールを火炎放射器で焼き尽くそうとした際、キゾ中将が使った脱出口の動作ボタンを彼女に伝えた。その後、彼の体は彼女の手によって部屋ごと焼き払われた。

#### サーカス
木星共和国に所属する部隊。「一騎当千」を意味する「サウザンド・カスタム（Thousand Custom）」に由来した部隊名であり、「Thou-Cus」と綴られる。その名の通り、単機で千機の敵を相手に戦えるほどの特化した戦闘力を目指して開発され、特殊かつ端的な技術を施されたMSを運用する。団員は犯罪者の烙印を押されたもので構成されており、基本的に仮面をかぶって素顔を隠しているが、エリン・シュナイダーに雇われた3人については顔を隠している描写はない。
元々は木星共和国内のタカ派へのガス抜きのため、ユピテル財団が計画を認可した経緯があり、ユピテル財団は技術的なハードルをあげることで開発を頓挫させることを目論んでいたが、予想とは裏腹にある程度の開発成果が上がってしまう。その開発成果を試すために実戦参加の機会を虎視眈々と狙っており、「エンジェル・コール」争奪戦に参加すべく地球圏にやってくる。
ジャックの台詞から、構成員は全て「サイコミュ波の流れを読む」特殊能力を有しており、サイコミュによるオールレンジ攻撃でさえ絶対的なアドバンテージにならなくなっている（ジャック曰く「自分たちは一騎当千であり、こんなのはたかが数人を相手にするのと変わりない」）。
クォ・グレー
サーカス部隊の「団長」。ステッキにシルクハット、燕尾服というサーカス団の団長のごとき姿をしている。一癖も二癖もある団員を束ねるリーダーシップに加えて高い身体能力を持つ。一見陽気な冗談好きだがその本性は冷酷非情な上に計算高く、自らの部隊の有用性を説き、スポンサーを探してザンスカールのキゾ中将と接触し、彼に雇われることとなる。
カラスの教え子の一人であり、カラスの説く強さを金と解釈し、誰よりもそれを多く得ることを行動目的としている。そのため、地球圏の争いの中で自分たちが栄えるための「最強の人殺しの道具」であるエンジェル・コールを独占することを狙い、その居場所を特定すると確保のためにキゾから離反。専用MSのグレゴを駆ってキゾと大将戦を行うが敗れ戦死する。
『DUST』において、実は6人いる愛人との間に総勢18人の子持ちだったことが判明。父親の残務処理を任された瓜二つの長男「ステン・グレー」や、その弟「ガル・グレー」が登場している。
『LOVE&PIECE』ではU.C.0103年にカラスの助手としてモナームに同乗していた。『ゴースト』から50年前ということもあって10歳前後（もしくは未満）の少年であり、生身で宇宙に飛び出すカラスに注意したり女の子に銃を奪われたりと、子供らしいところが描写されていた。
ジャック・フライデイ
カスタム機「デスフィズ」のパイロット。「～ですかい」と斜に構えた口調を交えて話す。「人殺しであるパイロットは、いくら殺しても構わない」と公言する好戦的な性格だが、ストリートチルドレンだった幼少時の体験からか「罪を犯していない子供は決して殺さない」というルールを自らに定めており、弱いものに対しては好意的に接する。木星でシングルマザーをしている軍隊嫌いの妹が一人おり、正体を隠して資金援助をしている。
MSの機体サイズの違いによる距離感を利用したフォントの奇策をきっかけに、フォントに一目置くようになる。ネオ・テキサスコロニーの戦いを経てクロスボーン・バンガードの捕虜となり、去就明らかならざるところをフォントに個人的な傭兵として雇われることになった。戦闘時はフォントが支払う報酬の中から保釈金を取られた上で仮釈放される待遇であり、雇い主であるフォントを「ボス」と呼んで慕うようになる。
同じくサーカス団員のマーメイドとは恋人の仲だったが、彼がゴードンを殺害したことにより一転仇として命を狙われることとなる。マリア・シティでの戦いで紆余曲折の末彼女を捕虜とした。今の所は殺伐とした感じでは無いものの、よりを戻した訳でもない微妙な関係となっている模様。
フォントがベルと共に家出している間は自分なりに今後のことを考え、この戦争を最後に傭兵を引退して学校に通い、将来は牧師になることを決める。
キゾ中将との戦闘でデスフィズが致命傷を受け死ぬ事を覚悟していたが、フォントの「あきらめるな」の一言で爆発する寸前に脱出する。その際に両足を失うが、戦場を離れた後、子煩悩な牧師として生活しており、フォントの「人間、死んでも天国にも地獄にも行かない」という言葉を教会の子供達に教えており、周回軌道を回っていたフォント達の事を「ゴースト」と名付けて探していた。
『DUST』にも登場。管理している教会を主人公であるアッシュが隠れ家にしており、身内のケガ人を預けている。タロット占いを嗜んでおり本人曰く「よく当たると評判」。情報通としての顔も持ち、作中の1年前に目覚めたばかりのフォントとベルが訪ねていたがフォントから「黙っていてくれ」と頼まれていたのでかつての仲間にはフォント達が目覚めたのを黙っていた。現在は雇用関係ではなくなった事もあり、フォントを「ゴースト」と呼んで対等な物言いで接している。またアッシュ達にフォントが自身の想像できない先を読む程知恵が回る事から警戒する様忠告した。「DUST計画」実行時はベルを連れて地球へと降り立つ。
ゴードン・ヌブラード
カスタム機「ガラハド」のパイロット。口の周りを囲むように髭を生やしているがっしりとした体格の男。グレートヘルムを模した形状の仮面を装着している。
生身でもよく暴力を振るい、相手が痛みに悶える様子を面白がるなど残虐な性格を持つ。「ぐはははは」という笑い声が特徴。ジャックとはストリートチルドレンだった頃からの付き合いで当時から暴力を好む男だった。しかし、妹のマーメイドだけは大事にしており、「妹の好いた男」ということでジャックのことは気にかけていた。
ネオ・テキサスコロニーの戦いで、覚醒したファントムの前に敗退。道連れにするため最後の一撃を加えようとしたところを咄嗟にジャックに阻まれ致命傷を負う。最期は介錯を託し、デスフィズのビーム・クローによって消滅した。
コーシャ
カスタム機「バイラリナ」の女性パイロット。戦いに美を求めるタイプで、裏切りのような「美しくない行為」を嫌い、気乗りしない場合は戦闘に加わろうともしない。仮面の下の素顔は美女だが、目の所に大きな傷跡がある。パイロットとしての実力は高く、遠距離戦特化仕様のバイラリナで「蛇の足」のMS三体と互角に切り結ぶことが出来る。
かつて裏社会で男相手に接待しており、その時の客から大金で「その美しい顔に傷をつけてみたい」という依頼で、顔に傷をつけさせた過去を持つ。その後パイロットとしての能力の高さを知ったクォ・グレーから大金で買い取られる形でスカウトされ、彼に対しては感謝の念を抱いている。
マリア・シティの戦いにおいて、自身と互角に渡り合うローズマリーを「美しい」と評し彼女との戦いを楽しんでいたが、戦いの後に衛星軌道上からの無差別射撃でローズマリーを殺害したザンスカールのパイロットを「美しくない」とし、ローズマリーへの手向けとしてこれを撃破した。
クォ・グレーが戦死した後は、生き残った団員たちにクォ・グレーが残した指示だと嘘をついてフォントらに協力し、秘匿してあったディビニダドに搭乗してキゾとの最終決戦に臨む。
最終決戦にてカオスレルを行動不能にするも、ディビニダドも限界を迎えてしまい爆散、死亡した。
ロナルド
カスタム機「ラロ」のパイロット。卑しく好色な性格をしている。
撃墜されたマーメイドを救助した恩を押し売りして言い寄るが相手にされず、「ジャックを倒したら、あんたのものになってやる」と言い返され、ジャックに一対一の勝負を強要する。だがその決闘は、「ただのクズ」なりに筋を通して生きているジャックを生かしておいたら、自分は筋を通すことさえできない「ただのクズ以下」で終わるしかないという現実を払拭することが目的であった。その結果、マーメイドの機体を庇わせる形でジャックを追い込み、デスフィズの破壊には成功したものの、咄嗟に機体を捨てマーメイドの機体に乗り換えるというジャックの機転の前に敗れ去った。
ラーザブ
カスタム機「バンゾ」のパイロット。褐色肌で禿頭の巨漢。物腰は丁寧だが、相手を見下すようなニヤニヤ笑いをいつも浮かべており、行動不能になった敵機に笑いながら止めをさすなど冷酷な性格の持ち主。一方、冷静でとっさの状況判断にも優れ、戦闘時には仲間に指示を出す場面も多い。
エンジェルコールを奪うべくクォ・グレーたち他のサーカスのメンバーとともにキゾと戦うが、キゾのMSミダスにより機体を強制停止させられ、動けなくなったところをウイルスビットの直撃を受け死亡する。
アニマール・ベルヴァ
エリンに雇われたメンバーの一人で、カスタム機「キルジャルグ」のパイロット。元木星軍少尉であり、かつて神の雷計画にてクロスボーン・ガンダムX1フルクロスを見た経験がある。そのため、クロスボーン・ガンダムを好んで使うカーティスとの戦いを期待していた。
密林という地の利を生かした戦いでカーティスを追い込むも、実際は森を切り開くことで動きを誘導されており、最後はクジャクによる至近距離射撃で敗れ去った。死の間際、カーティスの正体を確信し彼の名を呼んだが、それが最後まで紡がれることは無かった。
マーメイド・ヌブラード
エリンに雇われたメンバーの一人で、カスタム機「カルメロ」のパイロット。足を露出させたノーマルスーツを着用する女性で、ジャックの恋人だった。
兄であるゴードンを殺したジャックと戦闘を行い撃墜されたが、フォントの制止により寸前で攻撃を外されたため生き残った。その後、マリア・シティでロナルドと共にデスフィズ・モールでジャックと戦うがジャックを殺すことはできず、紆余曲折の末、新生クロスボーン・バンガードの捕虜となっている。
『DUST』ではジャックと共に教会で生活している。
ディーヴァ・ダッダ
エリンに雇われたメンバーの一人でカスタム機「エスピラル」のパイロット。本来はファントムのパイロットであり、そのための修練を積んでいた。剃髪した僧侶のような風貌で、操縦中も胡座を組んでいる。
自身が乗るはずだったファントムに搭乗し、使いこなせていないトレスやフォントに対して怒りを露にして追い詰めるものの、相手の機体性能を分析しきったフォントの策により、初動が遅れる隙を狙われ敗れた。

#### ザンスカール帝国
キゾ
ザンスカール帝国の中将にして、独立特殊部隊「ゴールデン・エッグス」の司令官。生年はU.C.011?年と表記されており、妹テテニスが35歳に達している事から、『ゴースト』作中（U.C.0153年）では37歳以上となる。
自身の野望実現のために、サーカス部隊とエンジェル・コールに目をつける。自分の役に立つなら得体の知れないサーカスでも重用するが、役に立たなければ忠実な部下さえも切り捨てる冷酷非道な人物。マリア・エル・トモエを「真の女王マリア」として担ぎ出し、「エル・ザンスカール帝国」を旗揚げするなど、ザンスカール本国とは全く別の思惑を抱いて行動している。
その正体は、クラックス・ドゥガチの息子。つまりテテニスの腹違いの兄であり、ベルの伯父にあたる。ドゥガチの内縁の妻との間に生まれたが、幼少時に父であるドゥガチが地球連邦との政略結婚（テテニスの母親）を持ちかけられた際にフォンセ・カガチに預けられた。そのため、母親の愛情を受け成長したテテニスとは異なり、親の愛情を知らず大人の汚い一面を見ながら成長しているため、歪んだ性格になっている。実父であるドゥガチに対しては受けた仕打ちから嫌悪しており、自身がドゥガチの息子であることを公表すれば旧木星帝国の支持者からの支援を得られる可能性が高いにもかかわらず公表もしていない。
その暴虐極まりない容赦のなさはカガチにとっても全く手に負えないものとなっているが、カガチにはドゥガチへの個人的な恩義と忠誠心があった事で自由が許されていた。しかし余りにも目に余る独善振りから、ザンスカールを内側から食い破られる事を恐れたカガチにより粛清の対象と見なされ、マリア・シティで発生した暴動に乗じて核ミサイルを撃ち込まれる。更にシティでの混乱の最中に送り込まれたザンスカール本国の部隊に暗殺されかかるも、秘密裏に独自開発していた専用のMS「ミダス」を起動させ、自身のマリアと共に反逆を起こす。
ビルケナウを操縦し、単機で複数機を手玉にとるほどに操縦技術は高く、最終決戦ではミダスを駆って鬼神の如き強さを見せる。
最後はミダスのIフィールドをも利用したフォントの操るゴーストガンダムの全方位ビームに破れ、死亡する。いまわの際にもその価値観が揺らぐことはなく、勝利したフォントに「（勝ったのだから）笑えよ」と告げて逝き、その死にざまからフォントは「倒しただけで、勝っていない」と感じた。
冷酷非道かつ傲慢な人物ではあるが、トモエが遺伝子操作の影響で子をなせない体であることをベルに語ったさい、わずかだが心を痛める表情をベルに見せており、トモエに対しては歪んだ形ではあるものの、互いに愛し合っていると思われる描写がなされている。エル・ザンスカール帝国の旗揚げに関してはマチュピチュを中心にいくつかの都市構築まで進めていたが、戦後は放棄されて偶々発見した難民に利用されている。
マリア・エル・トモエ
キゾ中将が南米マチュピチュに建国した「エル・ザンスカール帝国」の「真の女王マリア」。キゾの忠実な妻でもあり、彼がいかなる残虐非道を行おうとも付き従う。ある程度のカリスマはあるが、それは人前でローズマリーに論破されて言葉に詰まる程度のものでしかない。
カーティスは、「ザンスカール帝国が女王にするために集めたサイキッカーの素養のある女性の一人で、マリア・ピァ・アーモニアが女王に選抜された際に振るい落とされた失格者」と推測している。
そしてその推測は正しく、“能力不足”という理由で女王の座を失ったトモエは、自分に一度希望を与えてから奪い取るという残酷な仕打ちをしたカガチとマリアを心から憎み（マリアに対しては一方的な逆恨みだが）、専用巨大MA「カオスレル」でキゾの反逆に加担する。
最終決戦にてカオスレルを操るも、コーシャの操るディビニダドに破れ行動不能にされ、キゾも敗れてしまった事からエンジェルコールにて自害した。
フォンセ・カガチ
ザンスカール帝国の首相にしてガチ党の党首。2年前まで木星船団公社に所属していた。
『ゴースト』オリジナル設定としてクラックス・ドゥガチから個人的な恩義を受け、それに対する感謝と忠誠心を持つとされる。この事からドゥガチが地球の官僚の娘（後のテテニスの実母）との婚姻が決まった際、内縁の妻との間に生まれていた息子であるキゾを預かり育てていたが、キゾの目に余る独善振りから、ザンスカールを内側から食い破られる事を恐れ、粛清のためキゾの暗殺を命じる。また、ドゥガチの娘であり総統の地位を継いだテテニス・ドゥガチとも交流を結び、本来は移民船として開発されたエンジェル・ハイロゥを戦略兵器として利用する形で、その平和を願う気持ちを裏切っている、とされる。

#### リガ・ミリティア
作中では反ザンスカール帝国組織リガ・ミリティアのうち、「リア・シュラク隊」の隊員3名が主に登場。『機動戦士Vガンダム』に登場するシュラク隊との関係性は明らかにされていない。フォントたち海賊軍とサーカス、そしてザンスカール帝国軍との四つ巴の乱戦を行い、3名が海賊軍に投降した後はリガ・ミリティア本隊は彼女達を通じて密かに情報を受け取っていた。
リア・シュラク隊
リア・シュラク隊はカーティス達と戦い、撃墜される。その後、サーカスが参戦してきて乱戦になるが、投降先を選ぶ際にトレスの判断でカーティスたちの捕虜になることを決め、共同して戦闘を離脱。その後、蛇の足から共に戦う同志として受け入れられ、「エンジェル・コール」を巡る戦いに巻き込まれる。
トレス・マレス
乗機は黒いVガンダムヘキサ。3人のリーダー格。色黒の美女であり、パイロットスーツの前をはだけて胸元を臍の下まで露出しているが、かなりうぶなところもある。
暗号解読のできるハロロがファントムから出られなくなった事でオペレータであるフォントと共にファントムに乗り込む事になる。ベルとフォントが恋愛関係に発展することを危惧したカーティスの策略でフォントとくっつけられそうになっているが、本人もフォントを意識し始めている。
『DUST』の時代には、フォントに対する想いに踏ん切りがついていたらしく、タガナス・タヤカと結婚し、一女の母となり、夫であるタガナスの仕事をフォローしている。アッシュと会った時にはかつて自身がミート・オブ・ドゥーンでパイロットをしてたと言い、フォントが目覚めたと知った時にはレーザー回線を使って、ジャックにフォントが目覚めたのを何故黙っていたのか問い詰めた。
ドゥー・ナウガ・フルス
乗機は黒いVガンダム。線の細い黒髪の少女。生粋のスペースノイドで地球に降下した際には大気の匂いに驚いていた。
イー・ライチ
乗機は黒いVガンダム。ツインテールの髪と細い目の少女。一時期、地球で暮らしていたことがある。生身での戦いに長ける。

ジン・ジャハナム
リガ・ミリティアの指導者的立場にいる人物。実際は複数人が敵を混乱させるために使用している名称で、そのうちの一人がリア・シュラク隊を通じてカーティスと交渉し、共闘はしないが敵対行為をとらない限り、互いに攻撃しないという協定を結ぶ。この人物が本物のジン・ジャハナム（ハンゲルグ・エヴィン）であるかどうかは明言されないが、カーティスは本物だと確信している。

#### ブラックロー運送
専務
ブラックロー運送の専務で名前は不明、オンモ会長の指示で蛇の足に協力している。ブラックロー運送が元々は海賊組織だったということを知らないため、中立を表明しているにもかかわらず会長が蛇の足に協力していることが理解できずにいる。

#### その他（ゴースト）
オンド・サン
U.C.0168年に漂流していたフォント&ベルを発見したジャンク屋船団のリーダー。頭髪の薄い頭に髭、左目の上を縦断する傷があるなど、そこそこ強面。実はミート・オブ・トゥーンでフォントが助けた少年の一人でアッシュより年は下。「ゴースト」の噂を聞いて探していた。偶然発見したファントムを回収し、フォントとベルの冷凍睡眠を解除する。目覚めたフォントに15年の年月が過ぎていた事を教えるが、その時点ではフォントが「ゴースト」の操縦者である事を知らなかった。敵対するジャンク屋と交戦したさいに、フォントが自分を助けてくれた人物であると確信する。
「DUST」にも登場。フォントやベルと共に行動しており、直属の部下として作戦のサポートをしている。アッシュとはザンスカール帝国に捕まった時に顔馴染みになっており、彼によると16年前にザンスカールに捕らわれた者たちは互いに独自の連絡網を作っていたが、連絡網の名称が「子どもギロチン会」だったため、アッシュは加入していなかった（アッシュ曰く「そんな悪趣味な名前の会に入るわけねぇだろ」）。
人材集めに奔走するアッシュに協力しつつ実際にはフォントから監視を命令されているが、嘘は下手でアッシュに見破られている。

### 『DUST』の登場人物

#### 主要人物（DUST）
アッシュ・キング
本作の主人公。「燃え尽きぬ灰」とも呼ばれる男性。サイド5を本拠とする武装輸送団「無敵運送」のリーダー。年齢は26歳。ミキシングビルドMS「アンカー」のパイロット。MSの操縦の腕は良いのだがスケベであり、それでいて大した含みもなく思ったことをそのまま口に出してしまう欠点を仲間からも指摘されている。前作『ゴースト』でギロチンに最初に掛けられそうになった少年が成長した姿であり、それがトラウマになって首関連の話をされると恐怖心から暴走してしまう。レオと出会ってある程度は緩和されてはいるようだが、完治はしていない。
サイド5の「太陽発電王」と呼ばれた人物アンクル・キングの孫で、祖父の死後に遺産であるMS・アンカーとその母艦・エスカル号で会社を起業した。地球に降りてその環境に驚きはしてもさして困惑はしていないなど粗野で豪快な面が目立つ人物だが、読書家な一面もあり一年戦争時代の伝記に書かれていた知識で大気圏突入を成功させている。また、運送業ということもあって安全・確実に荷物を運ぶための計算も得意。
首切り王により、切り落とされた祖父の生首を見せられたことにより髪の色素が抜けるほどの衝撃を受けて精神が崩壊、その隙をつかれ洗脳され、首切り王の先兵にされかけたが、フォントやレオの説得により自我を取り戻す。この際のストレスからか髪の色が抜け、白髪となる。讃美歌の国による侵攻予告と、物資や食料が限界を迎えつつあったサイド1・ネオ・1バンチコロニー9000万人の命を救うための作戦として「スペース・コロニーを輸送船として地球へと向かい、コロニーを大気圏突入カプセルにする事で大気圏突破をして、コロニーごと地球に降下する」という脱出作戦「DUST計画」を発案して実行するための人材や物資を集める行動を起こす。
サイド1を巡る首切り王との決戦では「DUST計画」の成功率を少しでも上げるために首切り王の旗艦ケルベロスを奪取する作戦を立てるが退却の置き土産にケルベロスを突入した味方ごと破壊される。計画実行時は自身の前に立ちはだかったフォントと激闘を繰り広げ、その末にフォントを撃墜寸前まで追い詰めるものの、彼を倒すことはしなかった。その後、コロニー降下作業中に立ちはだかった首切り王と最後の決闘を行い、アンカーV4の能力でついに彼を撃破して止めを刺すも、これまでの負荷に耐えきれず乗機も爆散してしまう。だが、一命は取り留めており、地球に漂着し包帯を巻いて歩き出す彼の姿で物語は終わる。
『LOVE&PIECE』ではネオ・コスモ・バビロニアで行われたMS闘技会に出場し、同じように出場していたフォントと出会う。闘技会開催中にジャワハルを勧誘してそれを達成した後はその後の試合を棄権し、その場を去った。
レオ・テイル / レオ・オーフォム
本作のヒロイン。両親を失いサイド5に移住していた16歳の少女。居住コロニーが無法者に襲われ、無敵運送のアッシュに拾われる。亡父ファルドがモビルスーツ関係者であったことから、この時代では希少な整備知識を持っており、操縦センスも高い。年齢と体格に反してグラマラスな肢体をもつ。「讃美歌の国」の独立宣言に前後してMS・チャッペ（1号機）のパイロットとなる。
ハロを改造したペットロボット「ニャロ」を所有。父謹製の品で父親から引き継いだ唯一の遺品でもあり、内部に厳重なロックを施されたファイルが存在。フォント・ボーによって解凍されたブラックボックスをパスワードで開くが、父の遺言でもあるビデオメールを観た直後、遺産である「ミダス・タッチフラッシュ」のデータが解禁される前にブラックボックスを破壊した。「DUST計画」の時には、フォントから融通されたファントムの量産試作機「白い幽霊号（ブラン・ファントム）」のパイロットを任される。また「DUST計画」の名前を発案した。
「9000万人を乗せたコロニーごと地球に降りる」という「DUST計画」が公表されたことで混乱した市民を「子供たちも死なせる気か」と一喝し、自分たちの命だけは他人にどうこうされて良いものではない。だから「追いかけてくる死神から逃げて逃げて逃げ切って、生きて笑い飛ばしてやろう」と説得し大々的な支持を得る。計画成功後はアッシュの激励や人々からの懇願もあり、タルスの娘でアッシュの妻である「レオ・キング」と名乗り、皆を導く女王となった。
タガナス・タヤカ
「鋼鉄の農夫」「戦う穀物王」の異名を持つ男性。自らが私有する8基のコロニー施設を利用して生産した食糧を販売することで莫大な利益を挙げている。盗賊団によって破壊された27バンチコロニーの再建計画に出資する。アッシュの噂を聞いて様子を見に来るなど行動力があり、異名どおり自身も木星共和国製の最新作業用MS・ウォズモに搭乗して戦う。妻・トレスとの間に娘・フォレスがいる。外に出る際にはハッタリもあって派手な服を着ているが、普段は野良着姿である。
だが、実際にはコロニーはギリギリの人員で回しており新規の住人を受け入れる余裕はない。アッシュたちが連れ込んだ子供たちも一度は連邦に引き渡すことを決意するが、フォレスを人質にしたフォントの思惑やアッシュたちの活躍もあって改めて受け入れることを決め、そのために自勢力の拡大を図る。「DUST計画」の詳細は知らされていないが、（先に受け入れた女児のムコ候補として）ネオ1バンチから健康な男子2000名を受け入れを申し出ている。
カグヤ・シラトリ
「月下の白鶴」の異名を持つ女性パイロット。アジア系のスレンダーな容姿をもつエキゾチックな印象の美女。自称「美少女」だが、年齢は28歳。同性愛者（レズビアン）であり、レオに恋愛感情を抱いている。アッシュたち無敵運送に「連邦に売られた女（正確には10歳前後の女児）2000人」の救助を依頼したが、実は報酬を払えぬ無一文と判明。支払いを完遂するまで監視下に置かれることになる。その正体はかつてロストコロニーと称された「ムーン・ムーン」の姫君。幼いころから習い事漬けだったが、10年前に婚約者として紹介されたのが12歳も年下のニコルだったため国を出奔していた。
MS戦では現在まで無敗を誇っていたが、首切り王の駆るMS・バロックに敗退した。「再投火の日」以降はリュ・グージョに帰還していたが、アッシュが「DUST計画」の人材を集めるためと以前の約束によって迎えに来たアッシュと共に三度宇宙に上がる。「DUST計画」実行時は長距離射撃要員としてニコルと共に核ミサイルの迎撃に当たる。
『LOVE&PIECE』ではU.C.0159年、当時18歳の時にイオと出会い、彼女に一目惚れしていたことが明かされる。その後はイオの任務を手助けするため、共にサイド2の39バンチコロニー「レム」に潜入する。イオとの協力で洗脳システム「ビッグマリア」の破壊に成功するも、最後は（カグヤを逃がすなという命令に反した）イオと別れ、初恋と失恋を同時に経験することとなった。

#### 無敵運送
ジャンガリ、カリフ
無敵運送の社員。MS乗り。無敵運送が2機所有し運用しているザンスカール製MS・ゲドラフの改修機「チャッペ」でアッシュのサポートを行う。ジャンガリはエスカル号の操舵も担当しており、レオがチャッペ（1号機）を引き継いでからは操舵専任となる。
ヴァヴァ
無敵運送の社員。社内最年長の女性。母艦である宇宙船「エスカル号」のオペレーター。
モヒート
無敵運送の社員。モヒカンヘアーと過激なスタイルだが、仕事は会計。ドロップアウトしていたところをアッシュに拾われたそうで彼に対して並々ならぬ恩義を感じている。
シュリー、ナオキ
無敵運送の社員。メカニック担当。シュリーはヴァヴァの孫娘。アッシュに整備の腕を褒められたのを「口説かれた」と勘違いして入社してしまった過去がある。ナオキは就職してから知り合った男で現在のシュリーの恋人。

##### 新規入社組
「DUST計画」を成功させる為にアッシュが各サイドから勧誘して来た。それぞれが一団の長であり、部下・仲間と共に就職している。
マック・ストーム
サイド4にて活動する野盗「鉄モグラ団」頭目。ニンジンなどを生のまま口にくわえて齧っていることが多い。元々の生業はコロニー建設業者で、その中でも爆破解体のスペシャリスト。アッシュからスカウトを受けるもそれを断り、負けたら加わるとの条件でアッシュと戦い、アッシュに負けた事で「鉄モグラ団」のメンバーと共に「無敵運送」に入社した。アッシュとの戦い後は「鉄モグラ団」の仲間45名と共にネオ・1バンチに向かう前に、アッシュにジャワハルの事を紹介した。ネオ・1バンチについてからは、元々コロニー建設業者だった経歴からコロニーの支柱の切り離し作業を行っている。
サイド1を巡る首切り王との決戦では大破したヴェルダンの代わりに修復されたF89改に搭乗。ジャワハル、アメディオと共にケルベロス攻撃隊に参加。「DUST計画」実行時にはアンカーから移植されたV3スラスターで光の翼隊に加わり、女王としての宣下を行うレオを護衛していた。
『LOVE&PIECE』では北米中央部穀倉地帯へ国を移動させるべく、移動ルート開削の先遣隊として活動していた。その途中行き当たった雪深い街のロッキー・シティにて、長のアプリコット・タテクウから結婚を申し込まれる。当初は疑心暗鬼に陥り、結婚も断るつもりでいた。自身が女性に好まれるタイプではないと自覚しているのもあるが、野盗を迎撃に出た際、乗機に乗り込んできたアプリコットに対し、かつて幼い弟妹を守り切れず死なせてしまった自分自身を許せなかったことを語り、自身の心の傷を認めつつ前へ進むことを決断。互いに肌を温め合って寒さを凌ぎ、戦闘に勝利して生還する。
ジャワハル・ガーダル
ターバンを巻いたインド人風の男。サイド2にて世界一と称されるヒート・サーベル使い。その本業は修行者（つまり僧侶）であり、戦闘技術も精神修養の一環。13名の弟子と共に無敵運送に加わる。マックたちのチームが破砕した支柱をヒート・サーベルで成形している。
サイド1を巡る首切り王との決戦ではマック、アメディオと共にケルベロス攻撃隊に参加。ケルベロス奪取を行う突入部隊を運んだ。首切り王に雇われたサーカス機（デスフィズとガラハド。スペック上は比べ物ならない高性能機）相手に「未熟」と言い放ち圧倒している。その後、「DUST計画」実行時の戦闘において戦死する。
『LOVE&PIECE』ではネオ・コスモ・バビロニアで行われたMS闘技会に出場しており、その際の試合でアッシュに負け、社員となった経緯が描かれた。
アメディオ・サロイモア
サイド3のリサイクル武器商人。配下の社員35名と共に無敵運送に加わる。フランク・オズと共にジャンクパーツを選別して機体を組み戦力を増強する。
サイド1を巡る首切り王との決戦ではマック、ジャワハルと共にケルベロス攻撃隊に参加。その後、「DUST計画」実行時の戦闘において戦死する。今際の際にはボーナスが貰えないことを悔やんでいた。
ナオミ・フィジコ
暗唱宙域に根を張る盗賊「赤い瞳」の女頭目。力技ではなく手下（正確な人数は不明）を送り込む事前工作が得意。ノエル・レイス奪取作戦ではノエル・レイスの奪取に大きく貢献した。
『LOVE&PIECE』ではレアと共に物見遊山の気持ちで求婚されたというマックの様子を見にロッキー・シティを訪れている。
レア・ヌーブ
サイド6でノーマルスーツのフルオーダーを請け負う仕立て屋。その仕立てはMSがスペック以上の動きを見せると言われている。品物の見本という形で自らMSを駆る。総勢52名の職人と共に無敵運送に加わる。パイロットとして戦闘に参加するメンバーのノーマルスーツを仕立てている。
『LOVE&PIECE』ではナオミと共に物見遊山の気持ちで求婚されたというマックの様子を見にロッキー・シティを訪れている。

#### ムーンムーン
エラゾ・カノー
ムーンムーンの司祭長。木星で脳に反応チップを移植し、同じく木星提供の薬物の常用によって強化人間になった。「一番」であることに異常なまでの執着を持ち、カグヤ・シラトリから姫の座を奪い取るという野望を持つ。その為にカグヤにニュータイプ能力を競う「神立たせの義」で勝負を挑む。
『LOVE&PIECE』ではコロニー「レム」でじいと共にピエール市長の人質となっていたが、じいの正体を知らなかったことから、彼の言動には困惑していた。
じい
カグヤから「じい」と呼ばれる老人。以前からカグヤを支えていた。実は木星出身であり、ムーンムーンへと潜入していた「草」。エラゾに強化処置を施した本人。木星人の移住計画根回しとムラサメの修理稼働が目的で、ムラサメ起動後にカグヤに真実を明かすものの、彼女に鉄拳制裁された。
『LOVE&PIECE』ではコロニー「レム」でエラゾと共にピエール市長の人質となっていたが、それは演技であり、洗脳システム「ビッグマリア」破壊後に本性を露わにし、オリンポスの下僕のリーダーとの通信を繋ぐ。最後はピエールを始末（実際は偶然が起きて死んでいなかった）し、エラゾを連れてその場を離脱する。

#### キュクロープス
アーノルド・ジルベスター
連邦軍の新興勢力「キュクロープス」のメンバー。合理主義者を自称しているが、「効率が良い」という判断と自身の利益のために他者を利用し切り捨てる作戦を遂行する。ただ、ズム・シティでは貧困層の少年たちを見て、自身の携帯食を分け与えるなど社会的弱者に優しさを見せる場面もある。
本人は組織内で出世し「新しい世界」を作る権力を手に入れる過程として必要なものと考えている。フォントとは目的の一致する点での協力関係にあるが、フォントにとって自身は三極のひとつとして連邦を纏める人物の“候補”でしかないことに不満と屈辱も感じている。フォントからは犠牲を覚悟してでも事を成そうとする実行力を評価されている。しかし、のちに本人が独白した様子から目標を大きくし過ぎた際に雪だるま式に高まるリスクを恐れているという一面もあったことも明かされている。
「讃美歌の国」が暴れ始めてからは初戦で上役の多くが戦死したが、そのお陰でキュクロープスのトップに近い位置にまで昇進。現在の地球圏ではキュクロープスだけが組織的な対応が可能ということで、急速に人気が高まっている。
その人気や人望を活かし、フォン・ブラウンにて対首切り王の演説を行い、讃美の民の殲滅を掲げるものの、その実は首切り王こと兄のエバンスと協力してコロニーの人口減らしを企んでおり、彼の真意を知ったフォントからの忠告も意に介さず、宇宙世紀を正しい姿に戻す（調整する）ことを目指す。
サイド1を巡る首切り王との決戦ではコロニー・レーザーを使った兄の戦術を見抜けず、茫然自失状態に陥るが、フォントから叱咤激励されて戦闘中には正気を取り戻し、味方残存部隊の指揮を執り、首切り王が撤退した後は無意味な掃討戦を禁じる威厳を見せつけ、戦闘中に離脱したネオ・1バンチを追う指示を出した。その後は「DUST計画」阻止のため表向きにはフォントの案を受け入れるが、裏ではプランDと称してコロニー破壊用の核爆弾を持ち出す。しかし、本懐を遂げる前にフォントに説得され、コロニー降下作業に手を貸すこととなった。計画成功後は例え何年掛かってもあるべき正しい連邦の姿を取り戻すと決意を述べ、フォントに対しては解雇を言い渡し、君は参謀など向いていないと忠告して別れた。彼自身は連邦を立て直すにはフォントを必要不可欠な人物と非常に高く評価している反面、甘さを捨てればとも考えていたため、フォントの能力と性格を的確に見抜いている。
『LOVE&PIECE』では首切り王との決戦前にネオ・コスモ・バビロニアで行われたMS闘技会にフォントの共に参加し、自身はクロスボーン・ガンダムX-13 ハーフクロスに搭乗して苦戦しつつも見事優勝を果たし、国王の娘のノール・ニルと婚約した。
ノエル・レイス隊
ファントム量産機である「黒い幽霊」のパイロットとして選抜されたエースたち。作中の時代としては正しく最優秀な人材で、フォントの指示を信じて「DUST計画」の最終段階には協力した。ネオ・1バンチ側のフライング・レイス隊の1機がマシントラブルを起こした際には率先して救助し降下成功後には民衆からも賞賛されていた。

#### 木星共和国（DUST）
ニコル・ドゥガチ
カグヤの婚約者である16歳の少年。木星で再現・開発された「クロスボーン・ガンダムX13」を駆る。カーティス・ロスコとテテニス・ドゥガチの息子でベルの弟。MS操縦の腕前は悪くないが、機体のアドバンテージを失うと動揺するなど経験不足な面がある。
木星タカ派によって6歳のころに人質同然の扱いでムーンムーンに連れてこられ、カグヤの婚約者とされるが、当のカグヤが出奔してしまったため宙ぶらりんな状態でムーンムーンに留め置かれていた。本人曰く、政略結婚には反対。だが、幼い頃に両親が軟禁され長く離れ離れだった影響からマザー・コンプレックスの気があり、（スタイル的に）母親のテテニスと似たタイプであるカグヤとの婚約自体はまんざらでもなかった。ムラサメの事件後、カグヤにあらためて婚約を申し込むが断られる。また、自分が父親に似ていないことも気にしている。両親が結婚したのは丁度自分が生まれた時期であり、何らかの秘密があるのではないかと疑っている。父親であるカーティスの現在の顔は整形したものとは知らないようだが、その容姿は少年時代の父親（トビア・アロナクス）にそっくりである。
ゴーストからニコルの両親救出を依頼されたアッシュに「将来ニコルが木星の元首に就いたら、報酬として「衛星1個」を譲る」という空手形を押し付けられる。救出した家族との合流後、タカ派を抑えるために木星に帰還する両親に同行することにしたが、出発直前に翻意して1人だけ船を抜け出した。無敵運送で傭兵として募集した中に変装して潜り込んだが、ベルにあっさりと見破られる。なお、ニコルの脱走に関して両親は大爆笑して喝采を上げ、別便で乗機であるX13を送った。「DUST計画」実行時は長距離射撃要員としてカグヤと共に核ミサイルの迎撃に当たる。
『LOVE&PIECE』ではカグヤに対して三度申込んだ結婚を前提とした婚約続行を断られ、木星に帰還している。ミノフスキー・ドライブ試験機「グランパス」のテストに志願しイオと共に任務に就くがタカ派の刺客に襲われる。グランパスのテストに志願した理由は木星と地球圏間を行き来する小口貿易業者になるのに活用できないかという理由だった。そのまま木星を統治する両親の手伝いをする道もあったが、自身の描く夢に、自身に期待する多くの人々を振り切ることが出来るかという試しでもあった。また、このエピソードで人質だった経験から周囲の人間の顔色を窺い、慎重に行動する癖が付いてしまったと語っている。最終的にイオと協力して危機を脱し、任務後はニコルへの評価を改めたイオから「自分を本名のセレッサと呼んでもいい」という権利を与えられた。
ステン・グレー
木星共和国の秘密部隊・サーカスの団長だった「クォ・グレー」の長男。父親と瓜二つの容姿の持ち主で父親同様に金勘定にはうるさい。クォ・グレーの死後、サーカス部隊の債務処理をしていた。その際にサーカス所属機の予備フレームなどを売却しており、カグヤにはバイラリナ、首切り王にはファントムの予備フレームを売却していた。容姿は父親に似ているが、父ほどの器はなく、首切り王からの任務でレオが持っている何らかの秘密が隠されているペットロボット「ニャロ」を奪うためにサイド1に現れるが、奪取に失敗し首切り王に処刑されている。
『LOVE&PIECE』ではコロニー「レム」に潜入任務を言い渡されたイオの前に通信で現れ、クォ・グレーからの代替わりの報告とイオの機体を秘密裏にコロニー内に運び込んだことを告げた。
グレタ、ギャブレット
共にステン・グレーの部下。ボンテージスタイルで行動する。グレタはぽっちゃりした感じの女性。ギャブレットは若干エキセントリックな気のある女性。格闘に長け、ジャンの入院した病院に看護師として潜入しており、アッシュたちがサイド1のネオ・1バンチに向かう際にも同行している。
当初はバイラリナ・マスを駆るが、実戦経験や頭脳で勝るアッシュやフォントに敗れ撤退する。ステンが粛清された後は首切り王に囚われ、メルト・バロックのコクピット内でダガー・ファンネルのコントロールを強制されるが、敗北と同時に切り捨てられた。
ガル・グレー
ステン・グレーの弟。首切り王に仕えている。「DUST計画」実行時の戦闘で量産型バンゾに乗り込み、首切り王の命令で病院船への攻撃を開始し、続いてレオと交戦する。首切り王には何のビジョンもなく、滅びを受けいれており、世界に混乱をもたらすだけだと看破しているが、既に精神は首切り王への恐怖に支配され、「強い者に立ち向かうより弱い者を殺す方がいいから」とレオに自論をぶつける。最後は乗機のミサイル発射口にビームを撃ち込まれて機体が爆散、戦死する。

#### 讃美歌の国
首切り王（ヘッド・ハーベスター） / エバンス・ジルベスター
サイド7宙域で威を振るう権力者。その正体は元・連邦軍士官「エバンス・ジルベスター」で、アンクル・キングの警護役だった男。アーノルドとは年は離れているが実の兄弟。
以前は極めて温厚かつ生真面目な性格で、連邦軍人として世界を守り支えていく仕事に誇りを持っていた。連邦政府高官の腐敗を目の当たりにしながらも、篤志家であるアンクル・キングに唯一希望を見出し、暴徒に襲われた彼を（暴徒側がエバンスの真摯な言葉に一切耳を貸さず、横暴に振舞った結果の話とは言え）暴徒の虐殺に及んでまで守りぬくほどの期待を寄せていた。だが、その1件でアンクル・キングが実は民衆の生活を脅かすことも厭わず金儲けのためだけにコロニーレーザー修復を請け負っていたことを知る。これにより、あらゆる人類に心底絶望してそれまでの価値観が反転（これを「裏返る」と称する）、アンクル・キングを殺害し首を切り落とし、その首をケースに入れ皆に見せつけた事で首切り王と呼ばれる暴君となる。
恐怖による独裁を行うが、同時に冷静極まりない思考で動く男。人々が薄々気づいていた宇宙世紀世界の限界を語り、滅亡するその日まで生きることを望む者に略奪を肯定する論旨を与え、「讃美歌（ヒム）の国」としての独立宣言を行う。外部センサーを一切取り付けていないMS・バロックを駆り「覚醒者」であるとうそぶくが、強制的に開かれた能力で人としての感覚が薄れており、自身が感じ取れる「人の死」と「人が裏返る瞬間」を求めている。
サイド1を巡るキュクロープスおよびアッシュとの決戦では、かつては自身が否定した大量破壊兵器であるコロニーレーザーすら使用し、大型MAのメルト・バロックで戦場を暴れ回るも最後は乗機を破壊され、からくも脱出・逃亡する。その際に置き土産として、アッシュたちに奪われたケルベロスを渡すまいと自ら破壊した。だが、実際には逃亡したと見せかけて信奉者の手でキュクロープスの輸送艦内に隠れ潜んでおり、「DUST計画」中のアッシュとフォントの戦闘を見物する。しかし、アッシュがフォントを殺害するという、自らが望んだような結末にはならなかった。
そしてコロニー降下中にアッシュと一対一の決闘になる。アンカーV4の機動性に翻弄された上、アッシュからの扱いの軽さに逆上するも、連接剣を切り裂かれて敗北。大破した機体で尚も抗うが、止めを刺されて死亡し、バラバラになった乗機ごと吹き飛ばされていった。死の直前には、人類の滅亡という自らの主張が否定される現状に対して錯乱、自身の全てをも否定されたことで絶望を味わっていた。

#### 主要人物の家族
アンクル・キング
アッシュの祖父。『ゴースト』の頃から登場しているが、本作の時点では故人。太陽光発電システム事業を行い、「太陽発電王」の異名をとった実業家。12年ほど前に仕事で訪れたサイド7にて暴動に巻き込まれて亡くなったとされていた。
暴動が起きた理由は、サイド7にて「グリプス2」を再生・修復しようとしたから。アッシュには優しい祖父であったが、実は金儲けのためなら手段を択ばない人物で、実の息子（アッシュの父親）も反発して結婚を決めた相手と共に出奔していた。アッシュの両親は事故で亡くなっており、母方の親戚の世話になっていたが、アンクルはザンスカールに占拠された事件で居場所を知り「自身の財産を引き継ぐ者」としてアッシュを引き取っていたが、自身が死んだことで財産のほとんどは分割されてしまい、アッシュの手元に残ったのはアンカーとエスカル号だけだった。
警護役であったエバンス・ジルベスターに本心を露呈した後に殺害される。その首はケースに入れられ、首切り王となったエバンスの象徴として保管されている。
ファルド・オーフォム
レオの父親。元サナリィの技術者だが務めていたサイド2の支社が、勃興したザンスカール帝国に丸ごと接収されたことで所属が変わり、自身はキゾ中将の部隊「ゴールデン・エッグス」で研究・開発を行っていた。その際に発見した「何か」によって宇宙戦国時代を終結させることができると娘に語っており、その技術「ミダス・タッチフラッシュ」に関するデータと遺言とも言えるビデオメールをペットロボ・ニャロのブラックボックスに隠していた。
旧知のフランク・オズを頼り、妻子を伴ってサイド5を目指す旅していたが思うように移動できず、とある地で妻と共に事故死した。

#### コロニーの住民
ガルマ・ザビ三世
ザビ・ジオンの総統で、ズム・シティを治める。名前は自称であり、ガルマ・ザビとは血縁関係は無い。為政者としては完全な失格者で、圧政を敷きズム・シティの住民を虐げていた。アーノルド曰く、「日に30人を処刑する独裁者」との事でズム・シティの住民や生活物資やエネルギーの欠乏に苦しめられている。独裁者に成り上がった経緯は不明だが、アーノルドの発言からジオン系住民にとって聞こえの良い扇動と支持を得て権力者に成り上がった模様であり、現状は民衆の自業自得と言い切っている。フォントとアーノルドがズム・シティ内へと潜入した際は自身の行いに報復される恐怖に怯えて財宝をため込んだ自室に隠れており、上官からの命令は捕縛であったが、尋問の際の態度に呆れたアーノルドの手によって高所から落とされて死亡した。
タルス・バンス
サイド1の統治を行う王様で自称「行政執行機関代行官」。戦乱によって市民一人一人が政治に参加する余裕がなく、「何とかできそう」という理由で全権を委任されている。本人は「丸投げ」「バカくせえ」と不満を漏らしており、一日も早く選挙ができる日が来ることを望んでいる。だが、現状では不可能だということは承知しており、親バカもあるが娘のオリエの婿としてアッシュに跡を継いで欲しいと言っている。
タルス自身も歴戦のMS乗りであり、通常のMS携行火器では撃ち抜けない重装甲とパワーを誇る「プシケー」を愛機とする。「DUST計画」の最終段階では地球へ降下するまでの時間を稼ぐべく自ら出撃しているが、もし計画の成功率が50%を切るようならば、自分のコロニーと人民を大量殺戮兵器とさせないためにコロニー自体を自爆させる決意を固めていた。だが、結局は50%ギリギリになりながらも計画成功を信じて爆破はしなかった。最後はコロニー突入作業の最中に、剥離し飛んできた外壁の直撃を受け、命を落とす。
オリエ・バンス
タルスの娘。無敵運送の仕事でアッシュに助けられて以来、彼に思いを寄せており、タルスからも婚約者として認識されている。身体が弱く、アッシュ自身は自分を好くことで健康になる意欲が増すなら「まあ、良いか」と本気にしていない。「DUST計画」実行時は病院船に避難させられるも、賛美歌の国の急襲で命の危機に陥る。しかし寸での所でレオに救出された。その後はレオと共にコクピット内でコロニーの降下を見守るも、地球の風景を見届けた際に体力が尽き、落命する。
ミリオ・ビリオン
フロンティアIVの領主を務める大富豪。タガナスを通じてアッシュに紹介され、協力を取り付ける。真意はともかく、自分のコロニーが首切り王に狙われるのも時間の問題であり、そのために自分から積極的に迎え撃つと宣言している。金に飽かせてミキシング・ビルドとしては高性能な機体「G・G（ゴージャス・ガンダム）」を所有しているが、腕前は並み程度。
サイド1を巡るキュクロープスおよび讃美歌の国との決戦では、パイロットとしての腕ではなく洞察力でメルト・バロックのダガー・ファンネルを破壊する金星を挙げ、決戦後は「DUST計画」に付き合いきれないと自領に撤退した。

#### その他（DUST）
ブレイカーズ
傭兵を生業とする4人組。アーノルドに雇われて2000人の女児運搬の護衛としてアッシュたちと戦う。敗北しアーノルドからも切り捨てられるが生き延びている。フリーランスの傭兵だけに復帰すると今度は無敵運送と契約してミート・オブ・トゥーンの護衛をしている。
フランク・オズ
「名工」と称されるMS技術者。アッシュの搭乗MSである「アンカー」も彼の手によるもの。アンクル・キングが殺害されたサイド7の暴動で死亡したかと思われていたが、首切り王に捕らわれており、ルナツーにて生存していた。
元サナリィの開発者であり、アンカーのベースとなったF89を開発した。アッシュたちと合流してからは機体の強化改修や外付けで光の翼を使用可能とする「V3スラスター」などの開発をしている。
ジャン・ドーヴァン
傭兵。フランク・オズの実娘。ジャンは傭兵としての通り名で、本名は「ジャンヌ」。姓は母方の物を名乗っている。MSのバイオマス素材を使用した「MS料理」の達人でアッシュの師匠。
アンクル・キングが殺害されたサイド7の暴動で行方不明となっていたが、首切り王の下で働かされていた。「讃美歌の国」の独立日にはフランク・オズが密かに所有していたF89を使用してバロックとの交戦に入るが、機体は大破し自身はバロックによって殺されかけるも、アッシュ達によって救出された。しかしパイロットは出来なくなり、サポートに回る事になった。「DUST計画」では地球に降りた後に発生する9000万人分の食料の問題を、コロニーのクッション用の素材がバイオ由来である事を利用し「コロニーを食う」事を提案する。

### 『X-11』の登場人物

#### 主要人物（X-11）
イオ / 薄紅姫（ペイル・ルージュ）
木星共和国のタカ派である「オリンポスの下僕」に所属する強化人間のパイロット。ロングヘアの美少女で、外見年齢は17歳前後。X-12（トゥエルブ）に搭乗する。その機体色から「薄紅姫（ペイル・ルージュ）」の異名を持つ暗殺者として、20年以上前からその存在を噂されていた。強固な洗脳を受けており、戦闘では自分がMSとシンクロして巨人になると錯覚し、得意技のフェンシングで相手を追い詰める。その技量はカーティスを苦戦させる程。自身に命令を行う主人（リーダー）のことは「ブタ」と呼ぶ。また、非戦闘時等はコールドスリープ処置で眠らされている。10年程前はヌエボ・アラナに搭乗し、その際にカーティスと面識を持っていた。
本名は「セレッサ・レルヒュンテ」。実は35年前のカーティスがトビアだった頃に彼と出会い、当時は上官からの命令で普通の少女へと分した暗殺者としてトビアの命を狙っていたという過去を持つ。この時の作戦は失敗したが、元々攻撃に乗じて成功したら儲けものという程度のモノだったため、工作員としての訓練に回された後にニュータイプ特性が見出されたことで強化処置を受け、薄紅姫となった。
カーティスとの戦闘で捕われた後、セレッサとしての記憶（トビアの思いや優しさに心を動かされた）を思い出すも、無意識にオリンポスの本拠地へカーティスを誘導してしまう。カーティスからは逃げろと命令され、一度は逃亡するものの、セレッサとしての自分がイオとしての自分へ命令するという自己暗示を掛けてカーティス救出のために戻り、戦闘に参加。シュヴァインに捕獲された際はX-12の片腕を切断して脱出し、最後はカーティスの作戦を読んで見事シュヴァインを撃破する。その後は普通の人間に戻ることを願い、カーティスの側に寄り添った。
『LOVE&PIECE』ではU.C.0159年に任務のためカグヤ・シラトリと接触し、サイド2の39バンチコロニー「レム」に潜入。リーダーからコロニーにあるという洗脳システム「ビッグマリア」の破壊とカグヤの警護・監視任務を言い渡されており、協力してシステム破壊に成功する。カグヤを逃がさぬこと、という命令も受けていたが、それをよしとせず、最後は彼女と別れた。U.C.0171年には木星に帰還したニコルと共に、ミノフスキー・ドライブ試験機「グランパス」のテストに志願する。当初はカーティスの息子が戻ってくると聞き、かつてのトビアと瓜二つなニコルに運命を感じていたが、すぐに中身は違うのだと気付き、勝手に幻滅していた。しかし、任務中にタカ派の刺客に襲われたことでニコルと協力して危機を脱する。最終的にはニコルへの評価を改め、自分はニコルではなくカーティスの影を追っていたのだと自戒する。
『ゼーロイバー』のU.C.0172年時では特務機関「蛇の足」のエースパイロットとして活躍しており、戦闘用グランパスに搭乗して「宇宙海賊ゼーロイバー」と戦うが、三姉妹の前に敗北し、捕虜となる。しかし、彼等の母艦の中でキャプテン・モロー（スリップ・ジョーダン）から真相を聞かされる。

#### オリンポスの下僕
リーダー / モ・カール
木星共和国のタカ派「オリンポスの下僕」のリーダーで、イオの主人。通信の際などは豚の姿で現れ、素顔は見せない。映像・音声共にAIによる加工済であり、本人曰く「敗者を嘲笑うため、かわいい動物の姿をしている」という。カーティスがイオと共に本拠地オリンポスにやって来た際はMS部隊を出撃させ、自身も大型MAのシュヴァインで出撃。兵を動かしたのは自分の地位を守り、兵器の在庫を捌くためであり、地球圏の支配など興味がないこと、戦争を起こしそうなタカ派を焚きつけ、負けた際には体のいい慰めを掛け、ほとぼりが冷めればタカ派を唆して再び戦争を起こすことをカーティスに告げるが、ハロロロの能力で周囲の兵士達に通信内容（兵の命は捨て駒扱い）を知られてしまう。
表向きは木星共和国上院議員。穏健派とされているが、実際は元ドゥガチ党員であり、ドゥガチの時代から支配者に取り入って得た地位を維持するため、あえてハト派に属しタカ派相手にマッチポンプを演じていた。戦争は自身が富み栄えるための手段と認識し、平民など上級国民たる自分の糧となる存在（家畜）としか考えていない。カーティスにも正体は知られていないと高をくくっていたが、11年前の通信時に地球圏にいたことを調べられ、とっくに素性がバレていた。それでもシュヴァインの能力でカーティスとの戦闘では優位に立つが、離反したイオと連携した彼の奇策に敗れ、機体は大破。しかし、なおもイオに対してカーティスを殺せと見苦しく喚くものの、彼女にコクピットを破壊され、死亡した。
『LOVE&PIECE』ではコロニー「レム」の市長ピエールを影から支援していたことが明かされた。ピエールからは「豚の王（シュヴァイン・ケーニヒ）」と呼ばれる。しかし、ピエールが「自らのみが儲かる洗脳システム」を作れという命令に反し、「人類全体を幸福にする」というビッグマリアを開発していたため、イオに「レム」への潜入・ビッグマリアの破壊を命じ、破壊後には人質を装っていたじいにピエールを始末させる（実際は偶然で命を取り留めていた）。

### 『LOVE&PIECE』の登場人物
アプリコット・スキーマ
エピソード「KA・RR・AS」に登場。U.C.0103年、貧困コロニーから連邦によって暗礁宙域の秘密基地に集められ、NT研究の素体とされるところだったが、カラスの起こした爆破を切っ掛けに脱走した。基地に所属するMSに追い詰められるが、モナームに乗って現れたカラスと出会う。しかし、カラスが目を付けたのは懸命にやれることを判断し行動していたアプリコットのみであり、彼女以外の子供たちを見捨てようとしたところを「木星兄さん」こと、グレイ・ストークとの戦いに突入する。戦いの最中にクォ・グレーから奪った銃をカラスに突きつけるが、そんな自分を認めて解き放ったカラスが「真剣に向き合ってくれた」と感じていた。
ストークに保護されたのち、学業を修めて教師となる。10年後のU.C.0113年に再会したカラスは彼女の選んだ進路に落胆していたが、さらに10年後に起きたコスモ・バビロニア戦争では、軍隊から生徒たちを毅然とした態度で守り通した姿にはコマの外から喝采を挙げていた。
結婚相手に関しては不明だが子宝には恵まれたとのことで、50年後である『DUST』前後の時代には曾孫にあたる「アプリコット・タテクウ」など、把握しきれないほどの親戚がいる。“世界は全てパズルのようなもの”という言葉を遺しており、子孫たちにも受け継がれている。
ノール・ニル
エピソード「キュクロープスの花嫁」に登場。ネオ・コスモ・バビロニアの国王の娘。17歳。連邦大学を16歳で首席卒業し、長い豊かな黒髪から地元において「黒姫（ノワールプリンセス）」の異名を持つ。人前に出る際にはヒールを履いて10センチは身長を嵩増ししているほか、近眼のため眼鏡を外しているとほとんど視えない。聡明であり、キュクロープスの動きからアーノルドの裏にフォントがいることを見抜く。アーノルドとの婚約には乗り気で、彼の抱く大きな理想に惹かれており、本気で支えたいと願っている。彼女自身も支配欲や権勢欲はないが、そういった欲に駆られて突発的に行動する人間の挙動までは読み切れない模様。MS闘技会でアーノルドが優勝した後は、フォントに花婿選びが始めから全て自分の計画の上だったこと明かし、彼を唖然とさせた。
後にフォントから話を聞いたアプリコット・タテクウによると、彼女も「親戚かもしれない」とのこと。
ニル
エピソード「キュクロープスの花嫁」に登場。サイド4・40バンチコロニーを中心とした勢力「ネオ・コスモ・バビロニア」の国王。「貴族は偉い。だから敬え」という理屈で運営している。各サイドから出場者を呼び寄せ、優勝者に娘と婚約させるというMS闘技会を開催する。後にアーノルドやフォントに対し内密な相談を持ち掛け、実際には貴族主義を辞めたいことを打ち明ける。ノールからの提案で婿選びの末に優秀な者に国を譲渡し、国の安定を願うなら連邦（キュクロープス）に預けるのが一番良いのではと話し、アーノルドに勝って欲しいと言うが、そのぶっちゃけ方や奔放さは彼らに呆れられることとなった。
読切作品『最初のX』では宇宙世紀0132年当時の姿で登場。40バンチコロニーを統べる貴族主義者の両親から生まれたが、当時はただの子供。父親は既に亡くなっていて、母親は流れてきたザビーネを頼りにしていた。
トゥー・カーク
エピソード「キュクロープスの花嫁」に登場。ネオ・コスモ・バビロニアの親衛隊長。腕の立つ騎士。この国を自分のものにするという野心から、貴族主義の撤廃を願う国王には内心反対している。フォントとの対戦前には彼の飲み物に遅効性の神経毒を盛って勝利を得たり（実はいきなり銃で暗殺するなどの手を取らぬようにし、後で解毒出来て助けやすくするため、あえて毒を使うようノールに誘導されていた）、アーノルドに敗北した際は親衛隊の部下達を呼び出して実力行使に出る（結局はアーノルドの手で失敗する）など、卑怯で狭量な人物。
ピエトロ・ピエール
エピソード「クレッセント・ムーン&ペイル・ルージュ」に登場。サイド2の39バンチコロニー「レム」の市長。ムーンムーンから来たカグヤを歓迎する。市庁舎にある巨大データバンク「ビッグマリア」の管理をしており、それが洗脳システムではないかと破壊しにきたイオを前に、システムは総合的なデータを元に住民にサービスを提供しているだけであり、支配などしていないと語る。また、万一に備えてエラゾとじいを人質としていた。
最後はイオとカグヤの手でビッグマリアを破壊され、後援者だった「オリンポスの下僕」から切り捨てられ、捕えていたじいに撃たれるが、偶然懐に入れていた端末で命を拾う。生き延びたことにほっとするも、各部署から指示を請う通信には「たまには自分で判断しろ」と逆切れしていた。
アプリコット・タテクウ
エピソード「春が来る」に登場。U.C.0171年に雪深い街のロッキー・シティを治める長的存在。前述の通りアプリコット・スキーマの曾孫に当たり、容姿もU.C.0113年頃の彼女とそっくりである。ネオ・シャングリラ国民をカリフォルニアから北米中央部の穀倉地帯に移動させるルート確認の先遣隊として来たマック・ストームに「結婚」を申込む。夫に先立たれた未亡人であり、マックに結婚を申し込んだのは政治的な思惑もあったが、病弱だった前夫と違って簡単には死にそうにないところと、爆薬と言う危険物を使いこなす慎重さと豪胆さを見込んだとのこと。その後、野盗を迎撃に出た彼の機体に乗り込み、マックの過去や思いを知らされ、互いに肌を温め合って寒さを凌ぎ、無事に生還する。

### 『神の雷計画の真実』
ブラッド・ベリー / ホワイトストロベリー・スズキ
宇宙世紀0160～170年代のカートニスト（漫画家）。女性。ローズマリーとミノルの娘で宇宙世紀0143年生まれ。MSなどメカニック類もしっかり描写するため男性と思われていることも多い。容姿は父親似。母親と違って色気より愛嬌があるタイプ。
宇宙世紀0171年に母の著書である『神の雷計画の真実』をコミカライズして出版した。

### 『ゼーロイバー』の登場人物

#### 宇宙海賊ゼーロイバー
U.C.0172年、木星圏に現れるようになった「自称・海賊」。小規模ながら3機のX-13カスタムを擁する。その母体は「オリンポスの下僕」の秘匿基地「藁の家」のメンバーで、前年に首領であったモ・カールが死んだことで基地責任者が逃亡してしまい、外部との接触がなかった基地メンバー（3姉妹以外は数10年単位で基地に拘束されていた老人）は途方に暮れていたところ、外に出た3姉妹が拾ってきたジョーダンを「キャプテン」と呼び、宇宙海賊を始めてしまった。
キャプテン・モロー / スリップ・ジョーダン
「ゼーロイバー」の首領。仮面を被った男。カレン達三姉妹を「私の宝箱達」と呼ぶ。U.C.0080年代に木星圏で流行したドラマ「キャプテン・モロー（仮面海賊の逆襲）」のキャプテンそっくりの言動を行う。その実は、U.C.0171年にリメイクされたモローの映画の主役を射止めた俳優で、本名は「スリップ・ジョーダン」。ただし、映画は盛大にコケてしまった。その後、途方に暮れていた中でカレン、アタリ、モモの三姉妹と出会う。当初は自身を慕うファンかと勘違いしていたが、「オリンポスの下僕」の基地に連れて行かれ、彼女達の現状・処遇を知って理想の宇宙海賊「キャプテン・モロー」を演じると決め、世話をしていた。実際に海賊行為はするものの、彼女達に決して「人殺し」はさせていない。捕虜となったイオに対し正体を明かすと共に真相を教え、いずれカーティスに三姉妹を保護してもらうよう頼み込む。
『神の雷計画の真実』では拾った同コミックを読んで感動している。
カレン
三姉妹の長女。姉妹揃ってMSパイロットであり、全員がX-13のバリエーション機に搭乗する。モロー（スリップ）曰く、元々は「オリンポスの下僕」の秘密基地で生まれながらの強化人間として育てられており、世間知らずの上に現実とフィクションの区別がついておらず、一般常識に疎いとされる。そのため、なけなしのお金を使い切り、途方に暮れていた所でスリップと出会い、彼を「キャプテン・モロー」と信じて慕うようになる。三姉妹の中では知識に優れた頭脳役。戦闘では三姉妹とも今まで本気で戦ったことはない。乗機は「ゼーロイバー1 レッド・レイン」。
アタリ
三姉妹の次女。イオをぼくと同じタイプ（相性が良い）と称する。また、シンクロ強化で相手の記憶を読むことができる。近接戦においてはイオを苦戦させる程の腕前。乗機は「ゼーロイバー2 ブルー・ウインド」。
モモ
三姉妹の三女。普段は「みゅー」「みゃ」といった言葉を口にすることが多いが、会話ができない訳では無い。戦闘ではファンネルを生かした戦法を繰り出す。乗機は「ゼーロイバー3 シルバー・スノー」。

## 用語解説
エンジェル・コール
『ゴースト』作中に登場する、ストーリーに重大な影響を与えるアイテム。
木星戦役の最中、マザー・バンガードへの補給のため航行していたクロスボーン・バンガードの輸送船が原因不明の事故により行方不明となり、20年後破損した状態で土星圏宙域を漂流していたところを、付近を航行していたユピテル財団の調査船に発見され、船内を探索した際、輸送船に衝突したと思われる隕石に付着していた細菌が発見され、調査した結果地球上のどの生命体のDNAにも一致しない事から、外宇宙からやってきた未知の宇宙細菌であることが判明し、外宇宙の生命の発見を喜んだテテニス・ドゥガチによって「エンジェル・コール（天使の呼び声）」と命名された。
だが、その名前とは裏腹に、人体に接触すると1分足らずで全身を溶かし尽くしてしまう程の強力な腐食性の猛毒を持っており、発見された輸送船の乗員は全員細菌に感染し液状化して死亡している。地球上のどの生命体のDNAにも該当しない事からワクチンの製造は不可能で、治療方法もなく（唯一、ワクチン研究の過程で発見された液体に全身を浸す事によって液状化を遅らせる事が出来るが、体が溶けていく事は防げず、最終的には死に至る）、真空状態や中性子（核兵器）にも耐え、簡単に増殖する強靭な生命力を併せ持つなど人類にとって凶悪な特性を持っており、唯一死滅させるには2000度以上の高温で1分以上焼き続けなければならない。
その特性に目を付けたフォンセ・カガチによって、一旦は生物兵器としてザンスカール帝国のエンジェル・ハイロゥ作戦第二段階（エンジェル・ハイロゥから放射するサイコ・ウェーブで地球人類を無力化する第一段階の後、エンジェル・コールによって地球人類を溶解させ一掃する）に用いられる予定だったが、ワクチンの製造が不可能であまりにも危険性が高いことに加え、開発過程での技術進歩によりエンジェル・ハイロゥ自体が当初の予測より強力なサイコ・ウェーブを放射可能になったことから不採用となった。

## 長谷川裕一ひとりスーパーロボット大戦 大外伝
同人誌として発表された作品で、自作品のクロスオーバーのみでスーパーロボット大戦風のストーリーを構築するという手法を用いている。
本作からはトビア、ベルナデット、ウモンらが登場しており、MAディビニダド、ノーティラス、そしてオリジナルの強化機体としてクロスボーン・ガンダムX1フルアーマーが登場している。

## 関連商品
- SDガンダム Gジェネレーション(ガンプラ)
  - No.59 クロスボーン・ガンダムX1（2001年4月発売）
  - No.63 クロスボーン・ガンダムX2（2002年1月発売）
- GUNDAM FIX FIGURATION
  - #0016-a クロスボーン・ガンダムX1（2003年8月発売）
  - #0016-b クロスボーン・ガンダムX2（2003年8月発売）
  - #0021a ガンダムF91ハリソン機（2004年8月発売、ガンダムF90とのコンパチモデル）
  - #0031 クロスボーン・ガンダムX3（2006年8月発売、X1改・改及びフルクロスとのコンパチモデル）
- MG（マスターグレード）
  - XM-X1 クロスボーン・ガンダムX1 Ver.Ka（2006年9月発売）
  - F91 ガンダムF91 ハリソン・マディン大尉専用機（2006年11月発売）
  - XM-X1 クロスボーン・ガンダムX1フルクロス（2007年1月発売）
  - XM-X2 クロスボーン・ガンダムX2 Ver.Ka（2013年6月発売、プレミアムバンダイ　ホビーオンラインショップ限定商品）
  - XM-X3 クロスボーン・ガンダムX3 Ver.Ka（2013年12月発売、プレミアムバンダイ　ホビーオンラインショップ限定商品）
  - XM-X2ex クロスボーン・ガンダムX2改 Ver.Ka（2017年3月発売、プレミアムバンダイ　ホビーオンラインショップ限定販売）
- RG（リアルグレード）
  - XM-X1 クロスボーン・ガンダムX1（2019年5月発売）
- HGUC（ハイグレード・ユニバーサルセンチュリー）
  - F91 ガンダムF91 ハリソン・マディン専用機（2013年12月発売）
  - XM-X1 クロスボーン・ガンダムX1（2014年11月発売）
  - XM-X1 Kai クロスボーン・ガンダムX1改（2015年5月発売、プレミアムバンダイ　ホビーオンラインショップ限定販売）
  - XM-X2ex クロスボーン・ガンダムX2改（2015年6月発売、プレミアムバンダイ　ホビーオンラインショップ限定販売）
  - XM-X3 クロスボーン・ガンダムX3（2017年2月発売、プレミアムバンダイ　ホビーオンラインショップ限定販売）
  - XM-X0 クロスボーン・ガンダムX0（2018年4月発売、プレミアムバンダイ　ホビーオンラインショップ限定販売）
- ROBOT魂（SIDE MS）
  - XM-X1 クロスボーン・ガンダムX1（2009年6月発売）
  - XM-X2ex クロスボーン・ガンダムX2改（2009年7月発売）
  - XM-X3 クロスボーン・ガンダムX3（2010年6月発売）
  - F91 ガンダムF91（ハリソン・マディン機）（2010年11月発送、魂ウェブ商店限定商品）
  - XM-X1 クロスボーン・ガンダムX1フルクロス（2014年5月発売）
  - XM-X2ex クロスボーン・ガンダムX2改 フルアクションVer.（2014年9月発売）
  - クロスボーン・ガンダムX1改・改オプションパーツセット（2014年11月発送、魂ウェブ商店限定商品）
  - F91 ガンダムF91（ハリソン・マディン機） スカルハートVer.（2014年11月発送、魂ウェブ商店限定商品）
  - XM-X3 クロスボーン・ガンダムX3（2015年2月発送、魂ウェブ商店限定商品）
  - XM-X1 Kai クロスボーン・ガンダムX1改 フルアクションVer.（2015年6月発送、魂ウェブ商店限定商品）
  - XM-X0 クロスボーン・ガンダムX0（2018年1月発送、魂ウェブ商店限定販売商品）
  - XM-X1 /XM-X1 Kai クロスボーン・ガンダムX1/X1改 EVOLUTION-SPEC (2020年12月発売)
- ネクスエッジスタイル
  - ファントムガンダム（2017年11月発売）
  - ゴーストガンダム（2018年5月発送、魂ウェブ商店限定販売商品）
- METAL BUILD
  - F91 ガンダムF91（ハリソン・マディン機）(TAMASHII NATION 2017開催記念商品)  (2018年04月 2018年06月発送、魂ウェブ商店限定販売商品)
  - XM-X1 クロスボーン・ガンダムX1（2019年1月26日発売）
  - XM-X2 クロスボーン・ガンダムX2  (2019年11月発送、魂ウェブ商店限定販売商品)
- FW GUNDAM CONVERGE
  - ファントムガンダム（200年06月発売）
  - ゴーストガンダム（2020年06月発送、魂ウェブ商店限定販売商品

## 書誌情報
本編（カドカワコミックスエース版）
1. 1995年3月10日初版、ISBN 4-04-713103-2
2. 1995年8月7日初版、ISBN 4-04-713113-X
3. 1996年3月6日初版、ISBN 4-04-713128-8
4. 1996年8月8日初版、ISBN 4-04-713145-8
5. 1997年2月7日初版、ISBN 4-04-713175-X
6. 1997年6月5日初版、ISBN 4-04-713185-7

本編（普及版）
コンビニコミック用に本編を上下巻にしたもの。長谷川のインタビューや、『ガンダムエース』の人物伝企画「データガンダム」での「ベラ・ロナ」の回が収録されている。
- 上巻：2003年9月1日初版、ISBN 4-04-713567-4
- 下巻：2003年9月1日初版、ISBN 4-04-713568-2

本編（新装版）
1. 2011年1月26日初版、ISBN 978-4-04-715645-6
2. 2011年1月26日初版、ISBN 978-4-04-715646-3
3. 2011年3月26日初版、ISBN 978-4-04-715686-9
4. 2011年3月26日初版、ISBN 978-4-04-715687-6
5. 2011年6月25日初版、ISBN 978-4-04-715718-7
6. 2011年6月25日初版、ISBN 978-4-04-715719-4

外伝
- スカルハート：2005年1月26日初版、ISBN 4-04-713697-2

機動戦士クロスボーン・ガンダム 鋼鉄の7人
1. 2006年12月26日初版、ISBN 4-04-713888-6
2. 2007年5月26日初版、ISBN 978-4-04-713926-8
3. 2007年12月26日初版、ISBN 978-4-04-715005-8

背表紙の通しナンバーはKCA2-14が正しいが間違って『スカルハート』と同じKCA2-12になっているものが存在する
機動戦士クロスボーン・ガンダム ゴースト
1. 2012年5月26日初版、ISBN 978-4-04-120251-7
2. 2012年8月25日初版、ISBN 978-4-04-120378-1
3. 2013年2月22日初版、ISBN 978-4-04-120533-4
4. 2013年6月24日初版、ISBN 978-4-04-120739-0
5. 2013年10月24日初版、ISBN 978-4-04-120919-6
6. 2014年3月26日初版、ISBN 978-4-04-121066-6
7. 2014年9月24日初版、ISBN 978-4-04-102119-4
8. 2015年1月22日初版、ISBN 978-4-04-102463-8
9. 2015年4月25日初版、ISBN 978-4-04-102119-4
10. 2015年8月26日初版、ISBN 978-4-04-103405-7
11. 2015年12月26日初版、ISBN 978-4-04-103779-9
12. 2016年5月25日初版、ISBN 978-4-04-104259-5

機動戦士クロスボーン・ガンダム DUST
1. 2016年12月26日発売、ISBN 978-4-04-105105-4
2. 2017年4月24日発売、ISBN 978-4-04-105555-7
3. 2017年8月26日発売、ISBN 978-4-04-105988-3
4. 2018年2月10日発売、ISBN 978-4-04-106189-3
  - メカニック設定集付き特装版：2018年1月26日発売、ISBN 978-4-04-106190-9

5. 2018年6月26日発売、ISBN 978-4-04-106828-1
6. 2018年10月26日発売、ISBN 978-4-04-107352-0
7. 2019年1月26日発売、ISBN 978-4-04-107895-2
8. 2019年6月24日発売、ISBN 978-4-04-108344-4
9. 2019年10月25日発売、ISBN 978-4-04-108844-9
10. 2020年1月24日発売、ISBN 978-4-04-108845-6
11. 2020年6月25日発売、ISBN 978-4-04-109622-2
12. 2020年11月25日発売、ISBN 978-4-04-110804-8
13. 2021年3月26日発売、ISBN 978-4-04-111189-5

機動戦士クロスボーン・ガンダム X-11
1. 2022年2月25日発売、ISBN 978-4-04-112099-6
2. 2022年9月26日発売、ISBN 978-4-04-112932-6

機動戦士クロスボーン・ガンダム LOVE&PIECE
1. 2023年6月26日発売、ISBN 978-4-04-113890-8
2. 2024年1月26日発売、ISBN 978-4-04-114461-9

機動戦士クロスボーン・ガンダム ゼーロイバー
1. 2025年6月26日発売、ISBN 978-4-04-116398-6

## ゲーム
- SDガンダム GGENERATIONシリーズ - 『F』に初登場し、『OVER WORLD』まで登場。『SPIRITS』以降『スカルハート』・『鋼鉄の7人』が登場。
- スーパーロボット大戦シリーズ
  - 第2次スーパーロボット大戦α（2003年） - 第1作がSRWシリーズ初登場。
  - スーパーロボット大戦X-Ω（2015年） - 2016年11月以降第1作が登場。2020年3月限定で『鋼鉄の7人』が機体のみ登場。
  - スーパーロボット大戦V（2017年） - 第1作・『スカルハート』・『鋼鉄の7人』が登場。『スカルハート』と『鋼鉄の7人』はSRWシリーズ初登場で、『鋼鉄の7人』は機体のみ登場。
  - スーパーロボット大戦X（2018年） - 『鋼鉄の7人』が機体のみ登場。
  - スーパーロボット大戦T（2019年） - 第1作・『スカルハート』・『鋼鉄の7人』が登場。『鋼鉄の7人』は機体のみ登場。
- 機動戦士ガンダム クライマックスU.C.（2006年） - 第1作が登場。ゲスト登場。
- Another Century's Episode:R（2010年） - 第1作・『鋼鉄の7人』が登場。『鋼鉄の7人』は機体のみ登場。
- 機動戦士ガンダム エクストリームバーサス（2010年） - 第1作・『鋼鉄の7人』が登場。
  - 機動戦士ガンダム エクストリームバーサス フルブースト（2012年） - 第1作・『鋼鉄の7人』が登場。
  - 機動戦士ガンダム エクストリームバーサス マキシブースト（2014年） - 第1作・『鋼鉄の7人』が登場。
  - 機動戦士ガンダム エクストリームバーサス マキシブースト ON（2016年） - 第1作・『鋼鉄の7人』・『ゴースト』が登場。
  - 機動戦士ガンダム エクストリームバーサス2（2018年） - 第1作・『鋼鉄の7人』・『ゴースト』が登場。
  - 機動戦士ガンダム エクストリームバーサス2 クロスブースト（2021年） - 第1作・『鋼鉄の7人』・『ゴースト』が登場。
  - 機動戦士ガンダム エクストリームバーサス2 オーバーブースト（2023年） - 第1作・『鋼鉄の7人』・『ゴースト』が登場。
- ガンダムバーサス（2017年） - 第1作・『鋼鉄の7人』・『ゴースト』が登場。
- 機動戦士ガンダム オンライン（2011年） - 第1作（2019年アップデートで追加）・『スカルハート』（2019年アップデートで追加）・『鋼鉄の7人』（2019年アップデートで追加）・『ゴースト』（2021年アップデートで追加）・『DUST』（2021年アップデートで追加）が登場。